# Poller Heimatmuseum
Das Poller Heimatmuseum in Köln-Poll ist ein Heimat- und Informationszentrum für das Kölner Stadtgebiet rings um den lokalen Schwerpunkt Köln-Poll.
Es besteht aus:
- Ausstellung im Sportspark Cologne

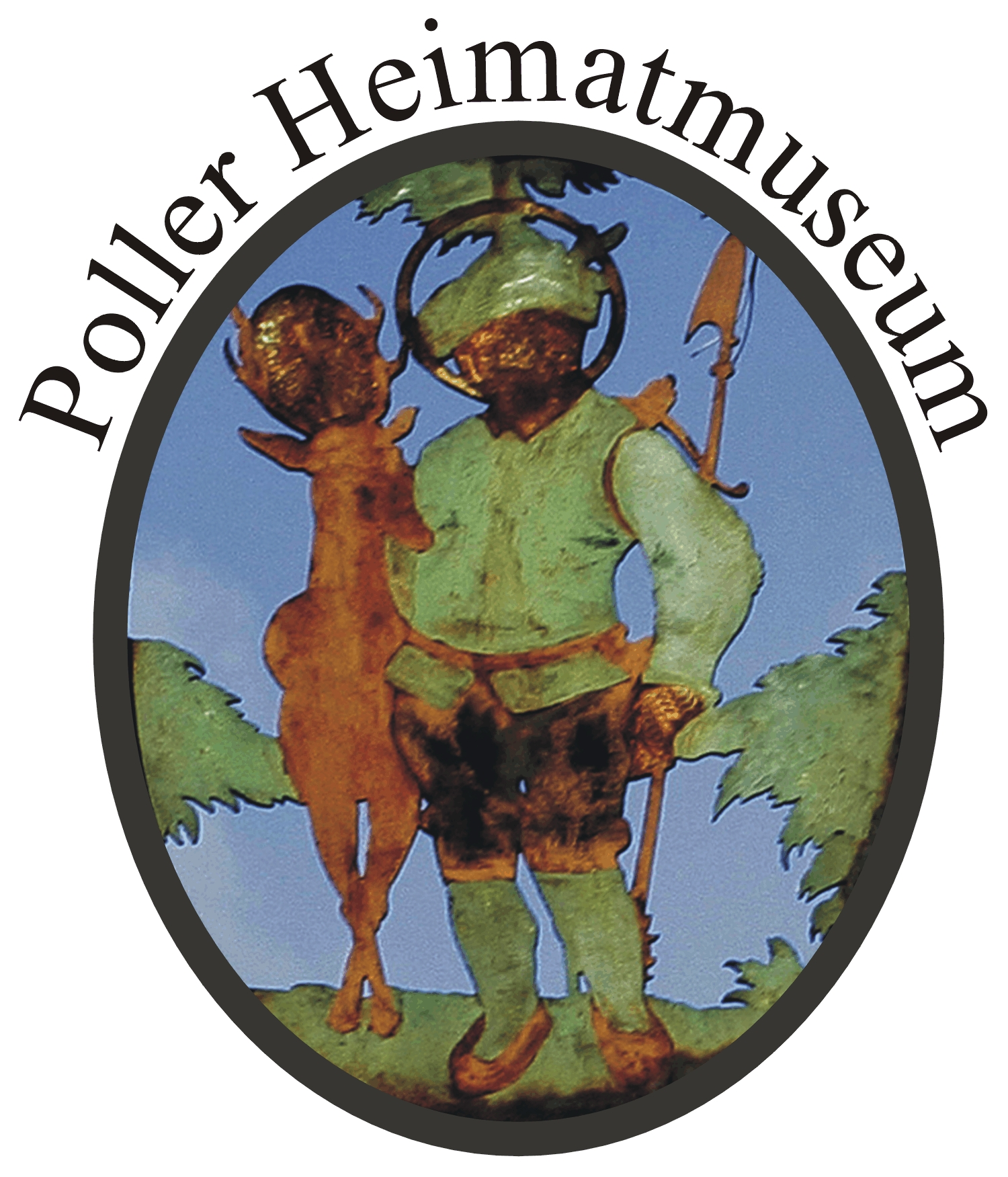
Logo Poller Heimatmuseum, hergeleitet aus Wirtshausschild „Zum Jägerhof“ (ehemals auch „Poller Heimatmuseum“)

- Privater realer Bilder- und Dokumentensammlung
- einem (virtuellen) Internetauftritt
- festen und mobilen Ausstellungen
- öffentlichen Informationstafeln
  - Informationssystem „Markante Punkte am Rheinufer“
  - Ortsinformationstafeln (im Rahmen geplanter Rundwege in und um Poll)

## Geschichte
Das heutige, privat betriebene und finanzierte Poller Heimatmuseum wurde von Hans Burgwinkel, einem Heimatkundler aus Köln-Poll, 2008 zunächst als (virtuelle) Website, dann 2015 als Ausstellung im Sportspark Cologne gegründet.
Die private Sammlung und insbesondere die Website des Heimatmuseums entstanden aus der Traditionsverpflichtung des Poller Maigeloogs, dessen Aufgabe es ist, u. a. auch Poller Traditionen zu fördern.

### Jägerhof
Auf der Suche nach alten Stücken aus dem ehemaligen Heimatmuseum wurde Hans Burgwinkel von der Familie Therhag, Besitzer der Gaststätte „Zum Jägerhof“ Anfang 2008 auf eine Schrift des Historikers Krudewig aufmerksam gemacht: „Der Jägerhof, das Heimatmuseum Polls, Bearbeitet von Dr. Johannes Krudewig, Archivar, Seinen Gästen gewidmet von Joseph Bietmé – Bartholomé, 28. Februar 1930“". Die Schrift beschreibt einen Spaziergang von Köln-Deutz nach Poll und zum Jägerhof.
Hans Burgwinkel legte die vierseitige Schrift als Beilage zur Speisekarte neu auf und begann – aufgrund vieler entsprechender Nachfragen – Erläuterungen zu schreiben. Bei ca. 400 Seiten stoppte er und begann auf Anregung eines großen Kölner Verlags für ein Buchprojekt eine Dokumentensammlung über das rheinnahe Gebiet zwischen dem Rheinpark und Poll. Sie umfasst inzwischen mehrere tausende historische Bilder und Dokumente – das älteste aus dem 16. Jahrhundert.
2008 entstand dann die Webseite „Poller Heimatmuseum“ als virtuelle Ausstellung.
Zusätzlich wurden historische Fotos, Dokumente und vor allem Reste der Glasbilder, die in einem Tiefkeller schwer beschädigt und unvollständig gefunden wurden, übernommen.
Die Gaststätte „Zum Jägerhof“ ist damit Vorläufer und Namensgeber, daher wurde auch das historische Wirtshausschild als Symbol genommen.
Sie soll eine stetige Baustelle, u. a. auch mit Stichworten, Angefangenem etc. sein, damit erkenntlich wird, woran gearbeitet bzw. was noch gesucht oder recherchiert wird.
Sie ist stets im Auf- und Ausbau und daher sind noch nicht alle Unterpunkte bearbeitet und besetzt, vieles in auch nur in Stichworten oder unvollständig angelegt und wird Zug um Zug ergänzt und erweitert.
Nachdem eine ständige Ausstellung von einzelnen Themen im Jägerhof aufgrund des Todes von Klaus Therhag scheiterte, wurde nach einem eigenen Museumsraum/bau gesucht.

### Mobile und feste Ausstellungen
Die erste Ausstellung entstand 2014 auf Anregung von Elke Heldt, der damaligen Vorsitzenden des Bürgervereins Köln-Poll, im Bürgerzentrum „Ahl Poller Schull“.
Das heutige, privat betriebene und finanzierte „Poller Heimatmuseum“ wurde 2008 von Hans Burgwinkel, einem Heimatkundler aus Köln-Poll, zunächst als virtuelle Webseite, dann am 27. August 2015 als Ausstellung im Sportspark Cologne gegründet.
Der Inhaber des Sportspark Cologne, Savas Berktas, stellte im Gegenzug u. a. für die Unterstützung der Öffentlichkeitsarbeit, Wandflächen der Tennis- und Streetball-Hallen zur Verfügung.

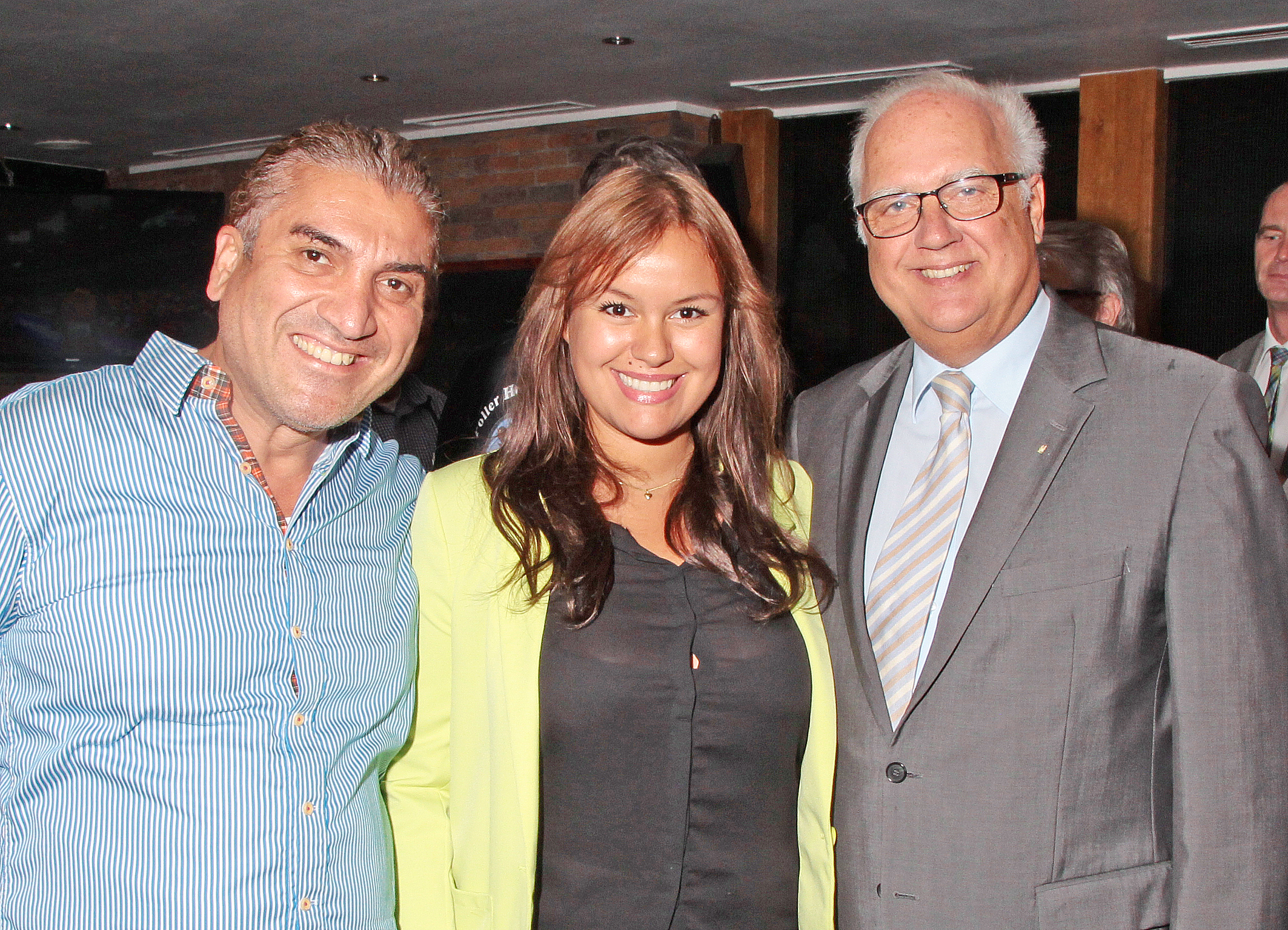
Inhaber des Sportspark Cologne Savas Berktas, Sonja Mertes, Sportpark Cologne und der Bürgermeister der Stadt Köln Hans-Werner Bartsch bei der Einweihung der Ausstellungen 2015 im Sportspark Cologne
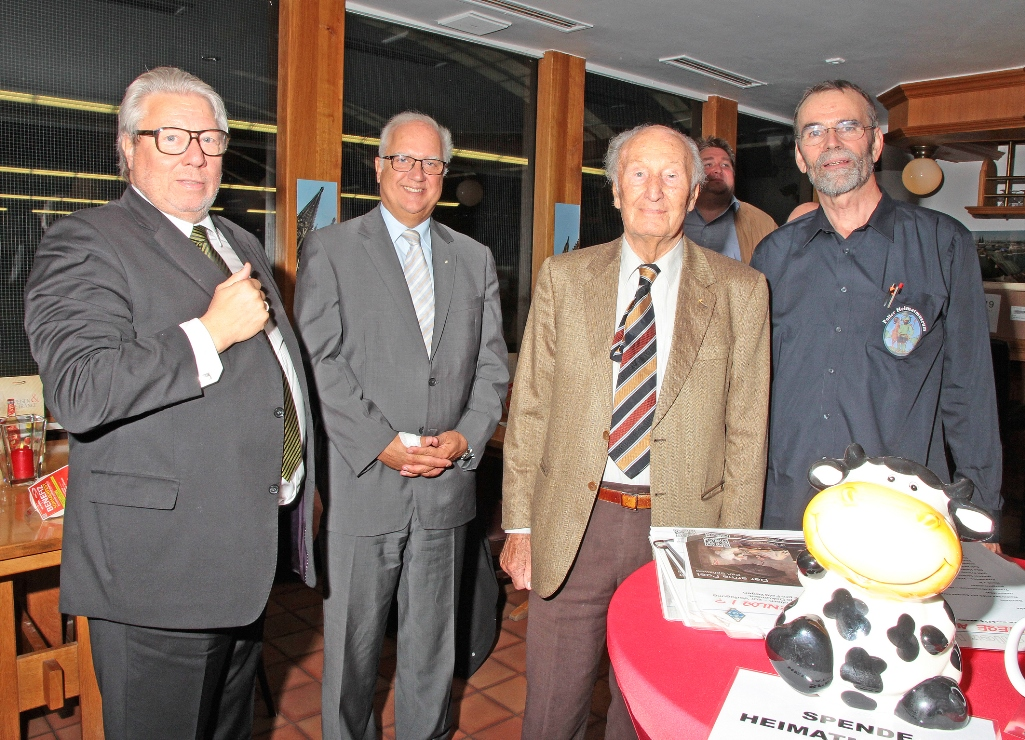
Einweihung der Ausstellungen 2015 im Sportspark Cologne mit Bürgermeister Hans-Werner Bartsch, Flugzeugpionier Hanno Fischer, Hans Burgwinkel und Bezirksbürgermeister Henk van Benthem
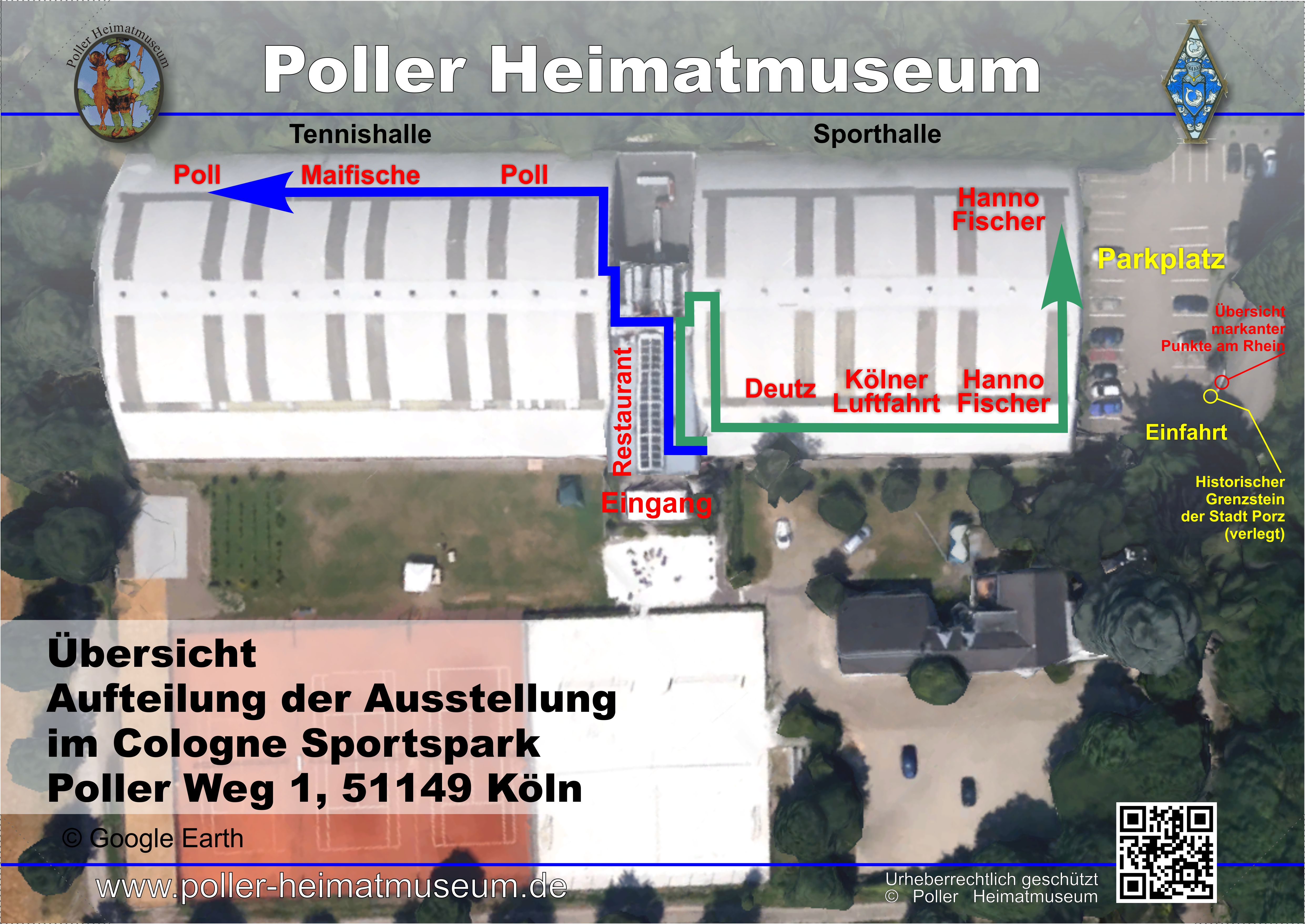
Aufteilung der Ausstellungen im Sportspark Cologne
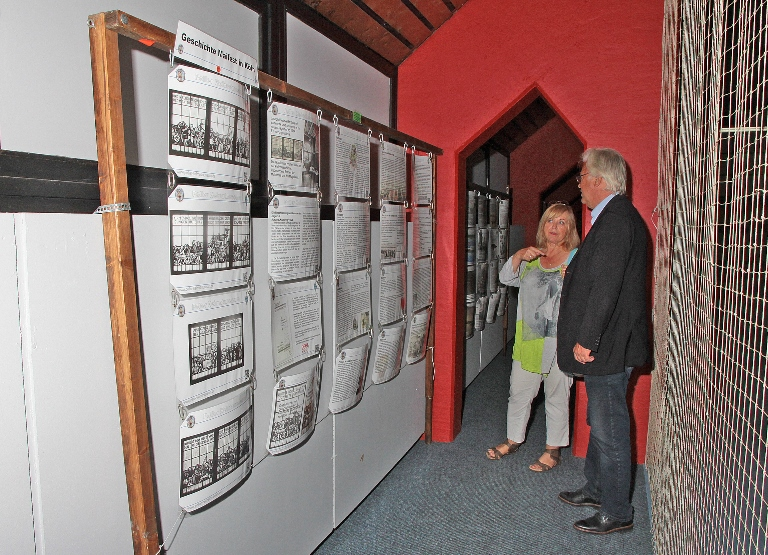
Ausstellungsfelder im Sportspark Cologne

### Eröffnung der Hallen-Ausstellungen
Die Eröffnung der Hallen-Ausstellungen im Sportspark erfolgte am 27. August 2015 u. a. mit dem Bürgermeister der Stadt Köln, Hans-Werner Bartsch, dem Porz/Poller Bezirksbürgermeister Henk van Benthem sowie dem Flugzeugpionier Hanno Fischer.

### Wiedereröffnung
Elfi Scho-Antwerpes, Bürgermeisterin der Stadt Köln und Anne Henk-Hollstein, Vorsitzende der Landschaftsversammlung des Landschaftsverbandes Rheinland eröffneten am Dienstag, 18. September 2018 zusammen mit Dr. Dirk Schmitz, Leiter der Bodendenkmalpflege im Römisch-Germanischen Museum, und Sonja Mertes-Lipfert, Geschäftsführerin Sportpark, den neu erstellten Teil des Poller Heimatmuseums von Hans Burgwinkel im Cologne Sportspark.
Die Bildtafeln „Poller Wiesen / Deutzer Hafen“, „Kölner Luftfahrt“ und „Westhovener Flugzeugpionier Hanno Fischer“ waren von jugendlichen Streetballern schwer beschädigt worden und mussten entfernt werden. Dank der Unterstützung von Savas Berktas, Inhaber des Sportparks, konnten 7 von 15 Tafeln durch großformatige, vandalismusgeschützte Tafeln ersetzt werden.
Anlässlich dieser Wiederöffnung stellte Hans Burgwinkel erstmals – und vorerst einmalig – nahezu alle Aktivitäten seiner heimatkundlichen Arbeit vor.

## Die Hallen-Ausstellungen
Die Ausstellungen in den Hallen umfassen ca. 700 DIN-A3-Bilder und Infotafeln zu folgenden Themenbereichen:
- Historisches Köln–Poll
- Maifischfang in Köln–Poll
- EU-Life Maifischprogramm
- Poller Maigeloog
- Geschichte Poller Wiesen/Deutzer Hafen
- Flugzeugpionier Hanno Fischer aus Köln-Porz–Ensen-Westhoven,
- Sonderausstellung des Historischen Luftfahrtarchivs von Werner Müller,

Geplante Erweiterungen sind u. a.
- Mannesmann in Westhoven
  - Maschinen und Automobilfabrik Mannesmann-MULAG
  - Flugzeugwerke
    - Riese von Poll
    - Fledermausprojekt/Siemens Luft-Torpedos

  - Chemiefabrik

Die Gestaltung der meisten der Grafiken in den Ausstellungen geschah unter Mitwirkung von Werner Müller, Köln-Mülheim.

## Mobile Ausstellungen
Einige Ausstellungen sind sowohl im Sportspark als auch nur „mobil“ zu sehen. Sie können nicht nur in Innenräumen, sondern auch im Freien aufgestellt werden:
- Poller Wiesen/Deutzer Hafen (DIN A 3)
- Deutz
- Hanno Fischer
- Riese von Poll (Grobfassung)
- Maifisch, International (DIN A 3)
- Bilder „Milchmädchen“, international
- Bilder „Fischerfrauen“, international
- Kölner Landkarten
- Zündorf, „Haus Salomon“, Marktstr. 7
- Sonstige Bilder

Die mobilen Ausstellungen werden regelmäßig gezeigt:
- Deutz: beim jährlichen Deutzer Kastellfest[4] in Köln-Deutz
- Hanno Fischer und Riese von Poll (Grobfassung): Beim Kölner Festungswochenende von Fortis Colonia in Fort IV in Köln-Bocklemünd in Zusammenarbeit mit Historisches Luftfahrtarchiv Koeln[5]
- Bürgerfest in Poll (alle zwei Jahre)
- Internationale EU-Maifischbesatz-Feier in Poll

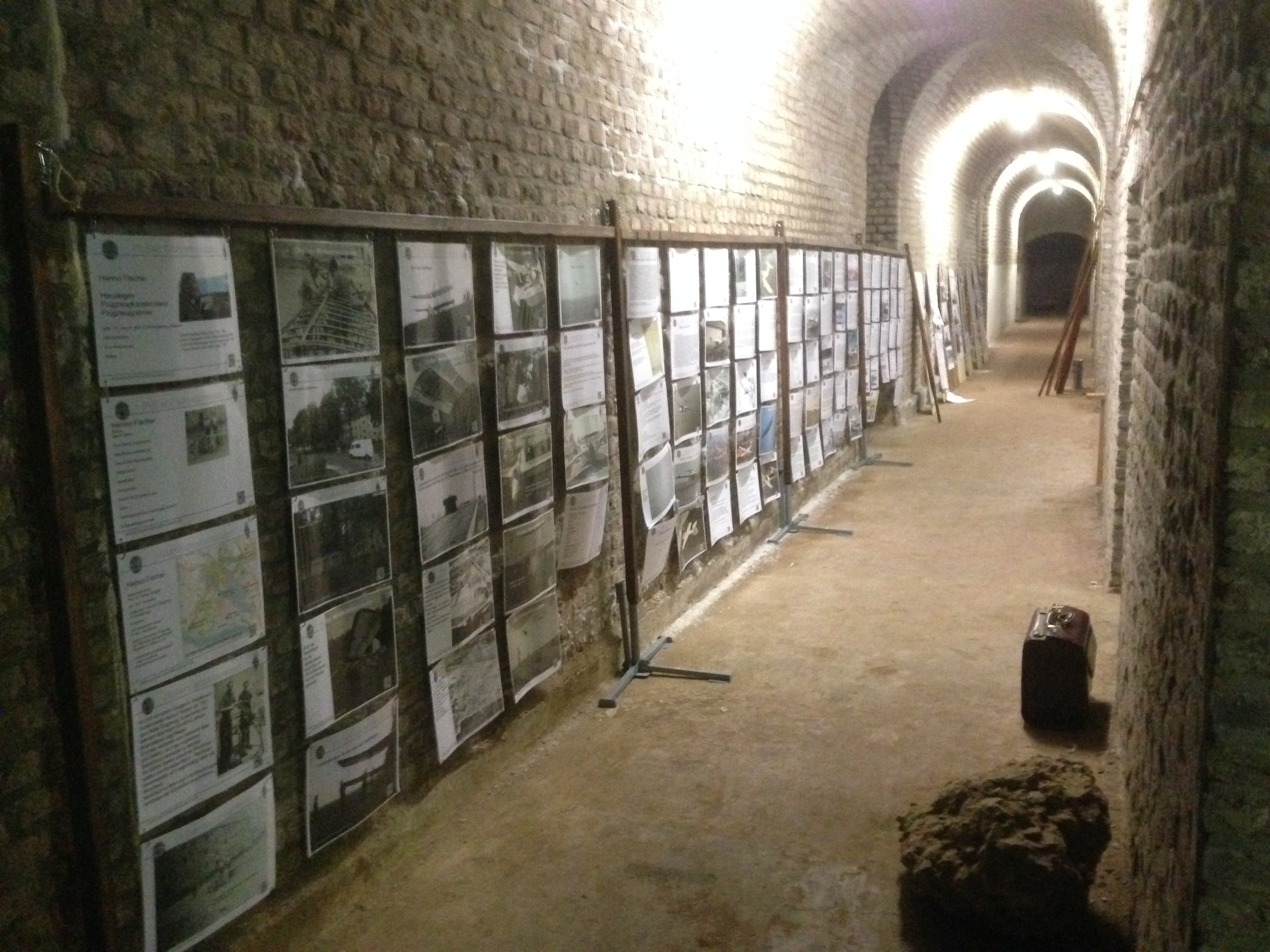
Ausstellung im Fort IV
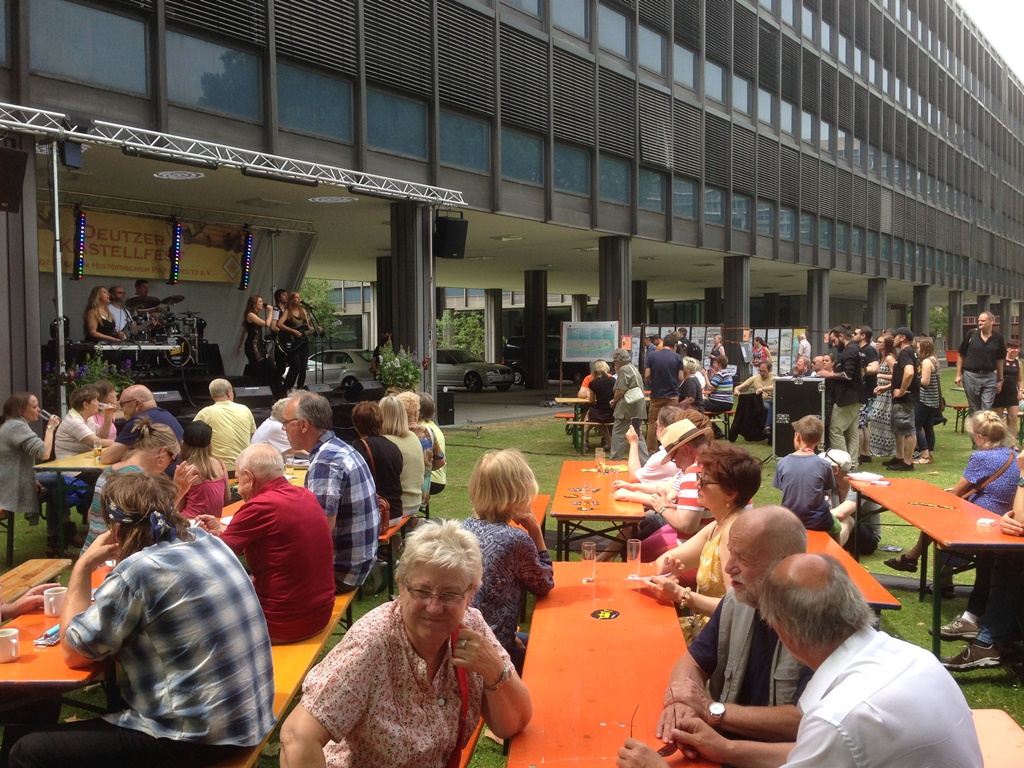
Kastellfest Deutz 2015
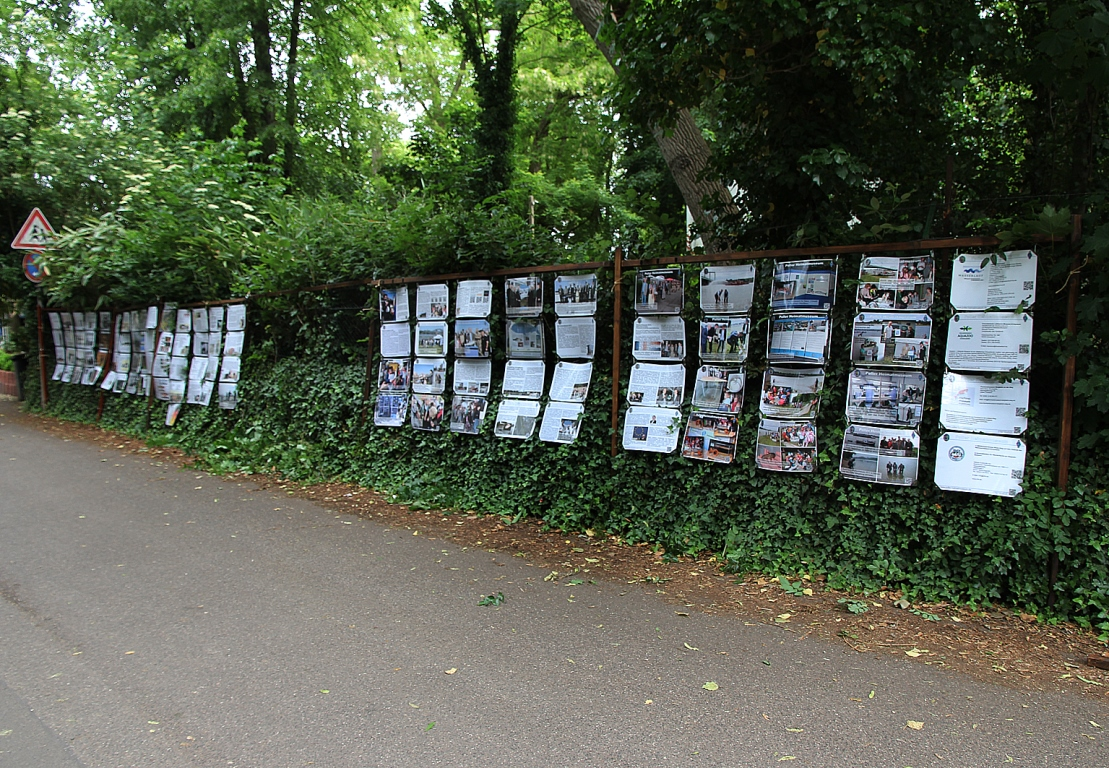
Ausstellung EU-Maifischbesatz am Rhein, Köln-Poll 2015
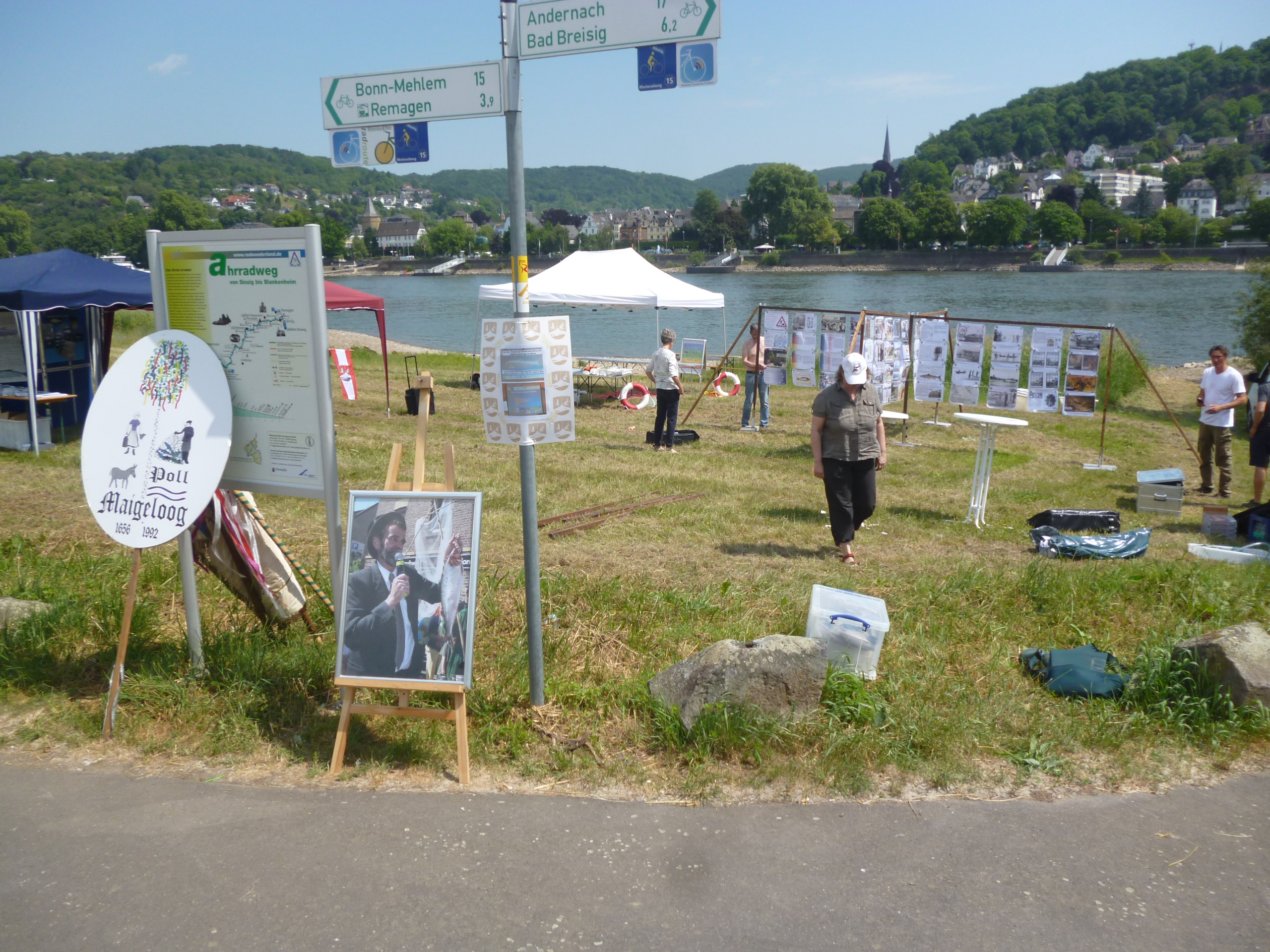
Mobile Maifisch-Ausstellung des Poller Heimatmuseums in Zusammenarbeit mit Poller Maigeloog anlässlich des Maifischbesatzes am 2. Juni 2017 in Kripp
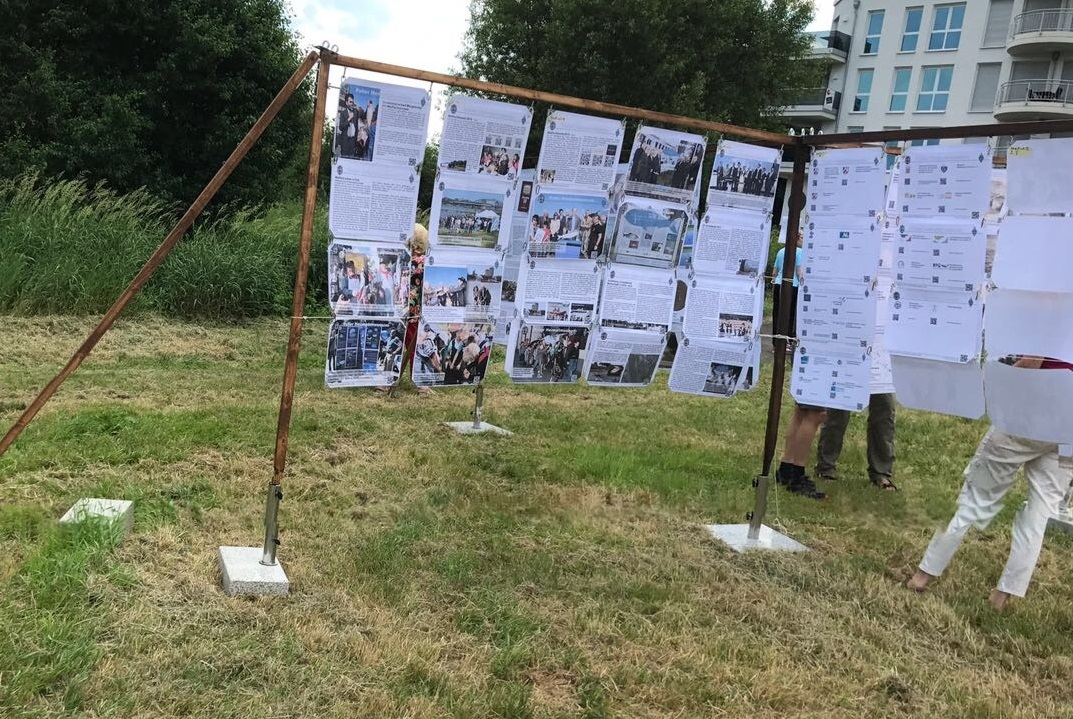
Maifisch-Ausstellung des Poller Heimatmuseums in Kripp 2017 anlässlich Maifischbesatz an der Ahrmündung
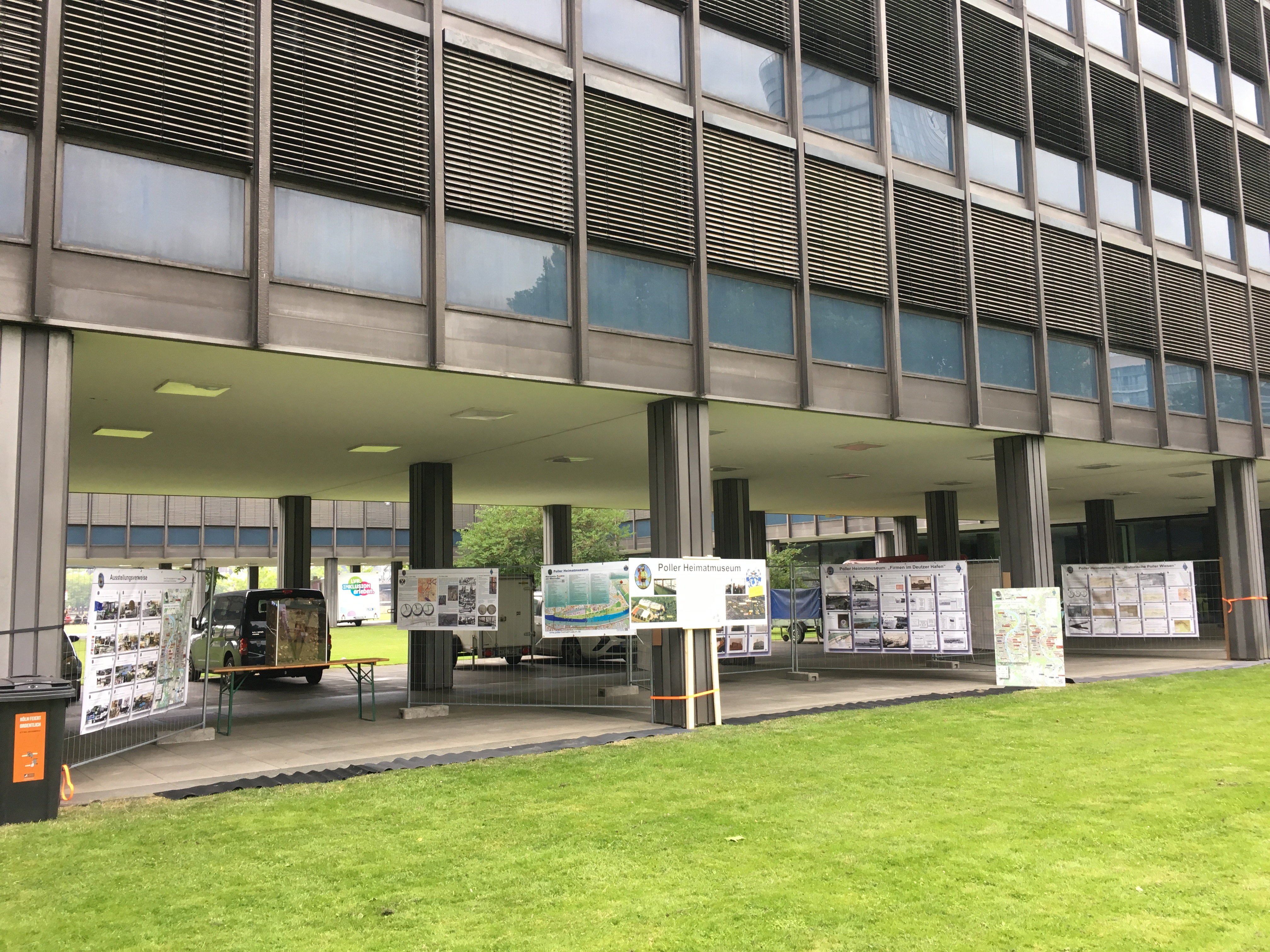
Ausstellung des Poller Heimatmuseums anlässlich des Kastellfestes 2017 in Köln-Deutz

Die mobilen Ausstellungen wurden bereits gezeigt:
- Bürgerzentrum „Ahl Poller Schull“[6] in Köln-Poll, 2014
- Kölner Bank Köln-Poll, 2015
- Bürgerfest des Bürgervereins Köln-Poll[7], 2016
- Internationales Maifisch-Symposium in Bergerac / Frankreich, 2015
- Einsatz „Stolpersteine“ in Köln-Zündorf, 2016
- Ausstellung im Kolpinghaus Deutz, 2015
- Projekt „Deutzer Hafen“ 2016[8]
- Maifischbesatz-Feier 2017 in Remagen-Kripp / Ahrmündung[9]

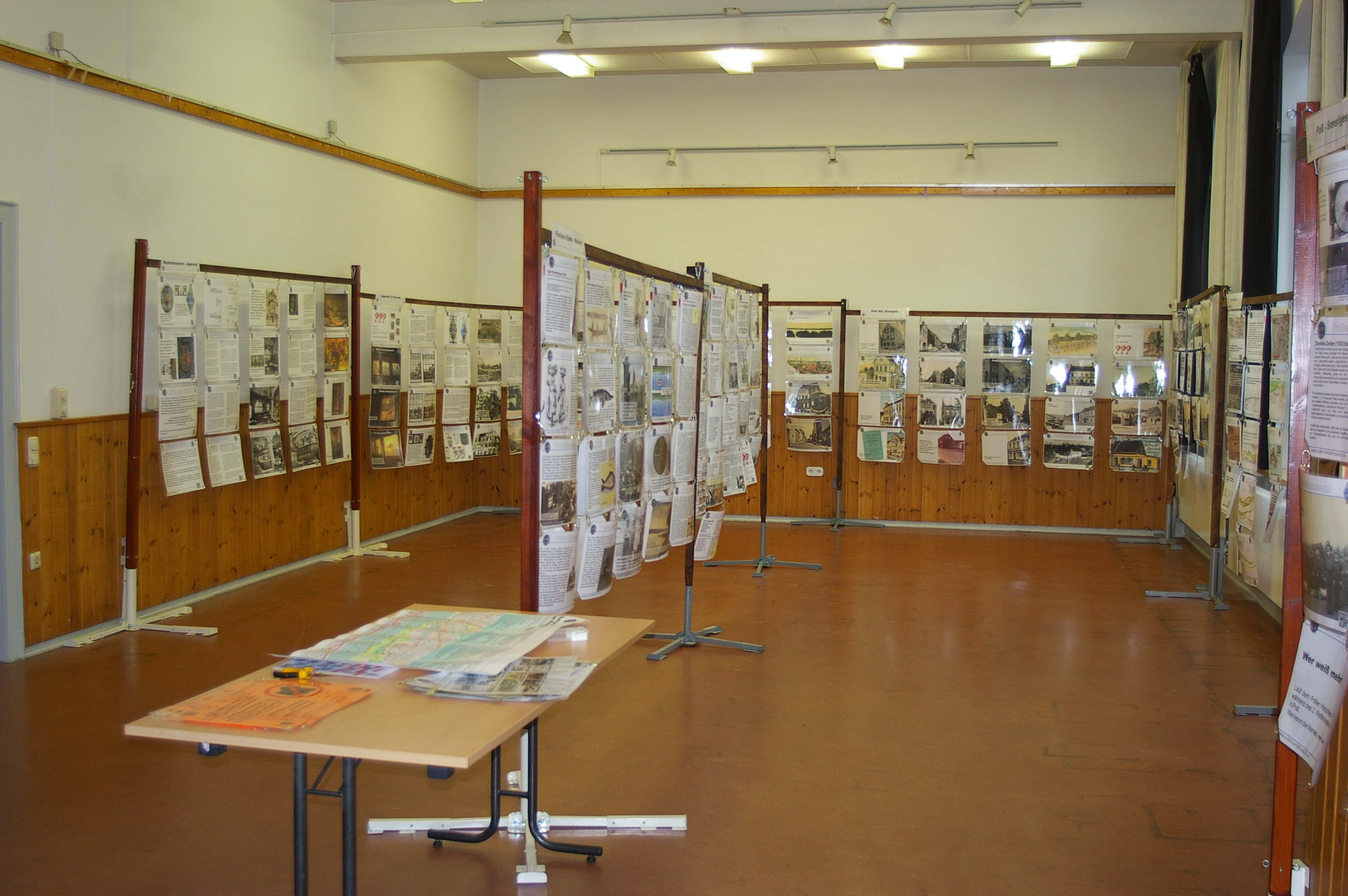
Ausstellung 2014 im Bürgerzentrum „Ahl Poller Schull“
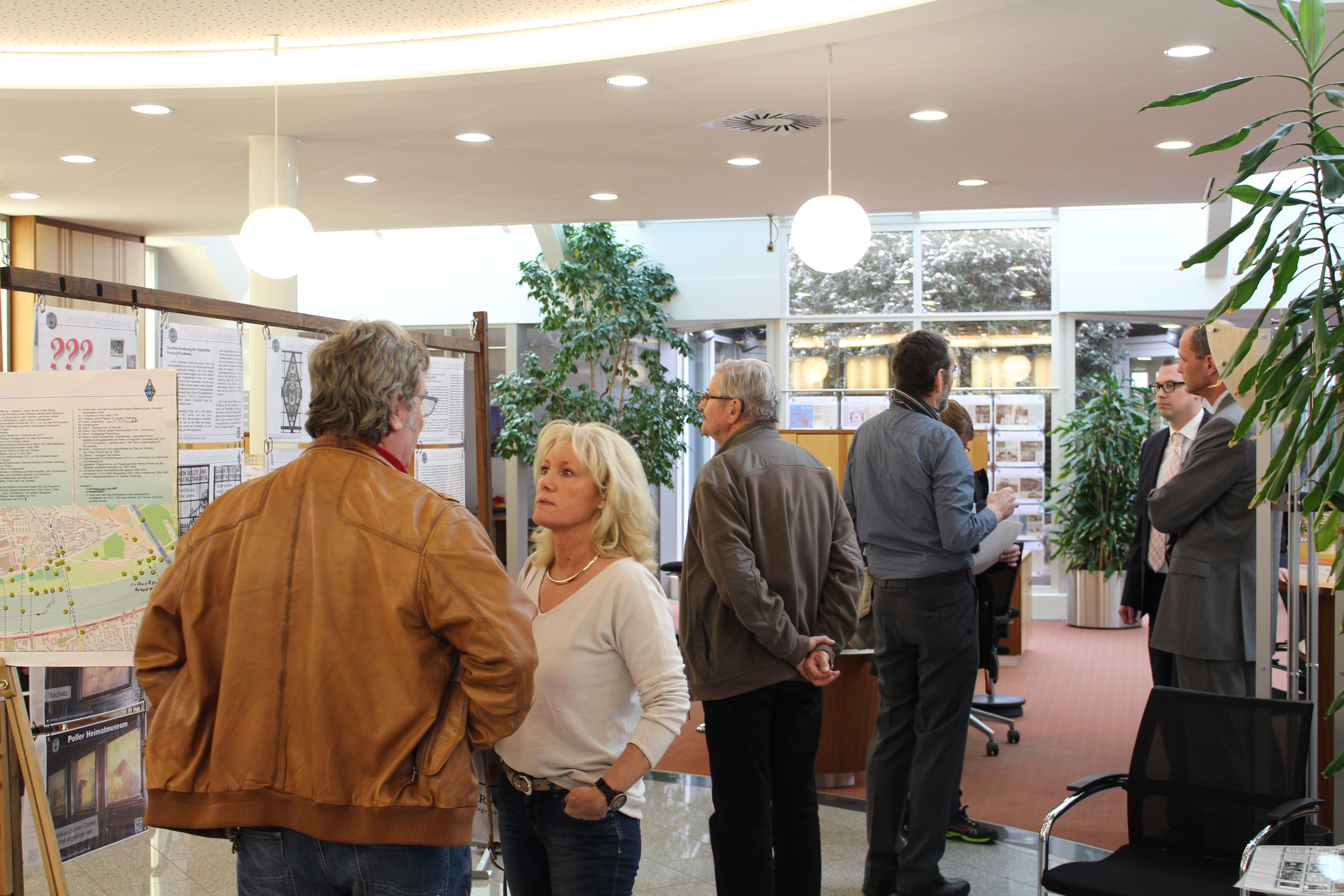
Ausstellung in der Kölner Bank Köln-Poll 2015
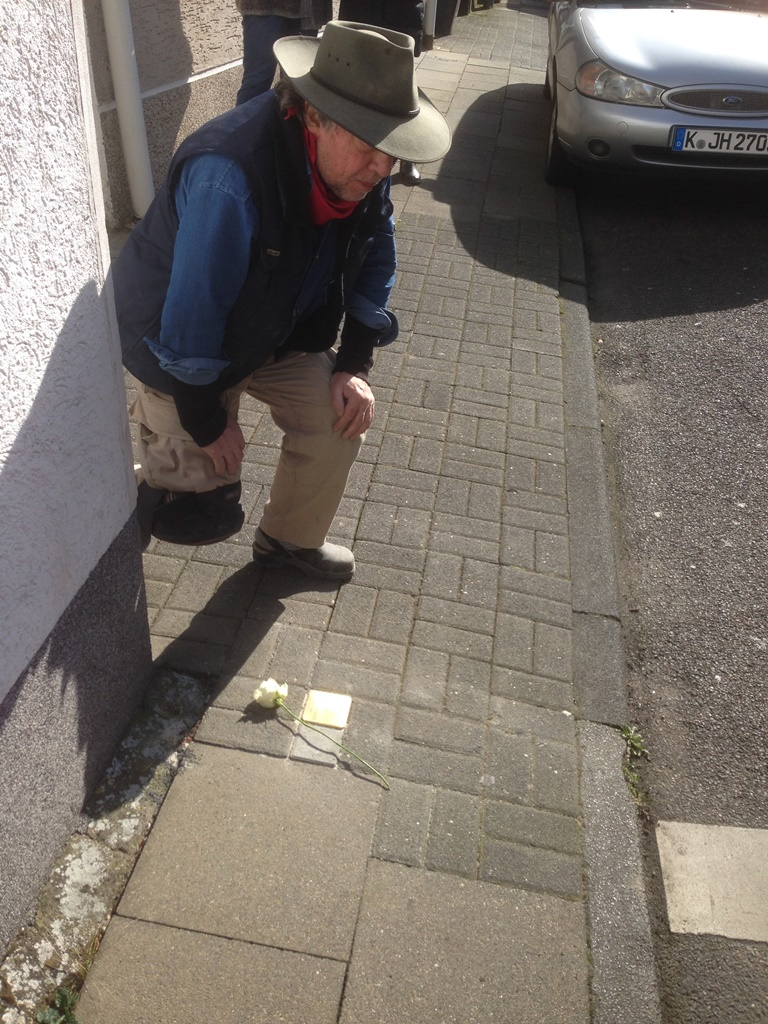
Einsatz Stolpersteine Marktstr. 7, Köln-Porz-Zündorf, 2015
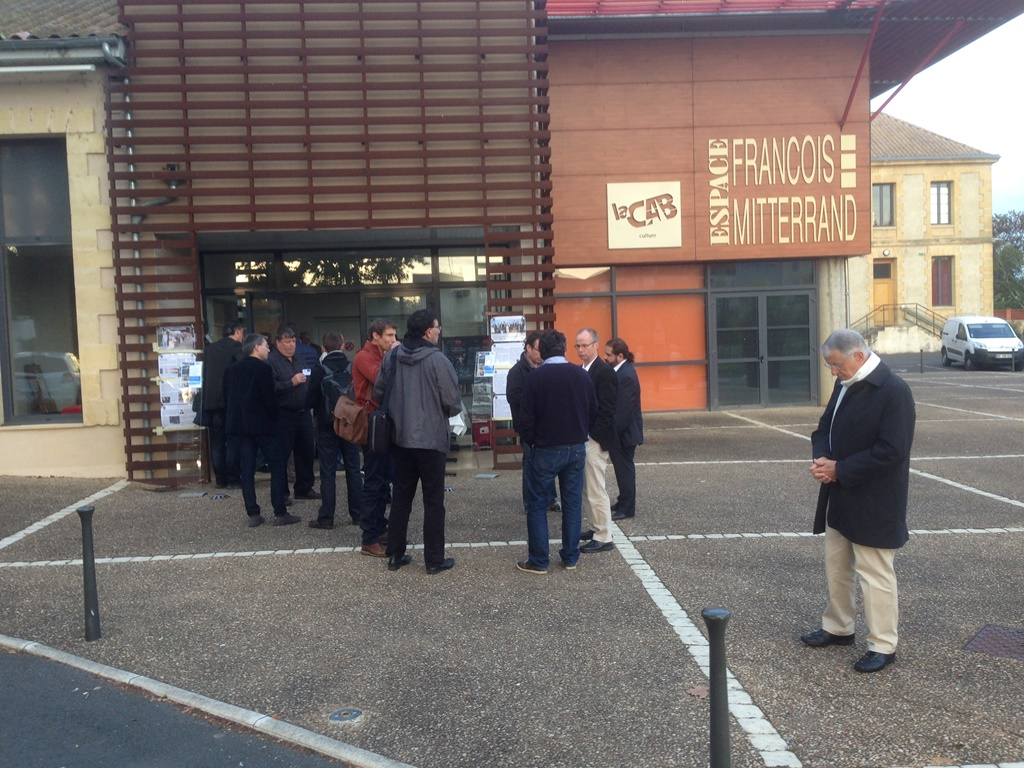
Internationale Maifisch-Ausstellung im Eingangsbereich des Kongresscentrums „François Mitterrand“ in Bergerac 2015
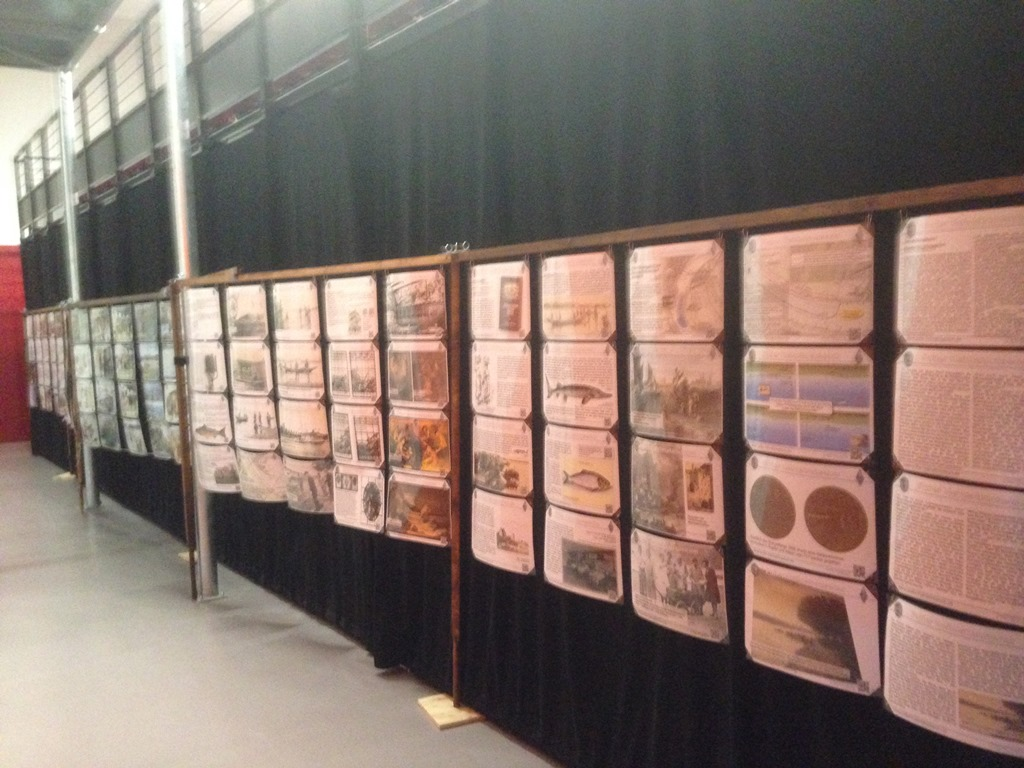
Internationale Maifisch-Ausstellung im Kongresscentrums „François Mitterrand“in Bergerac 2015
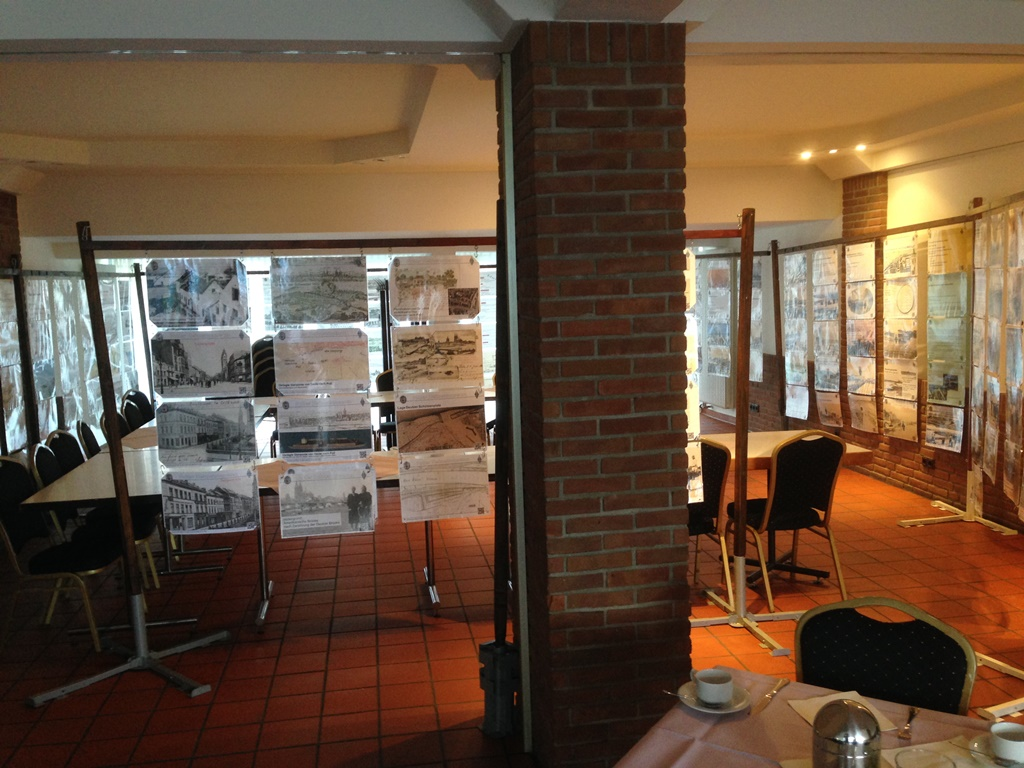
Ausstellung im Kolpinghaus, Köln-Deutz 2015
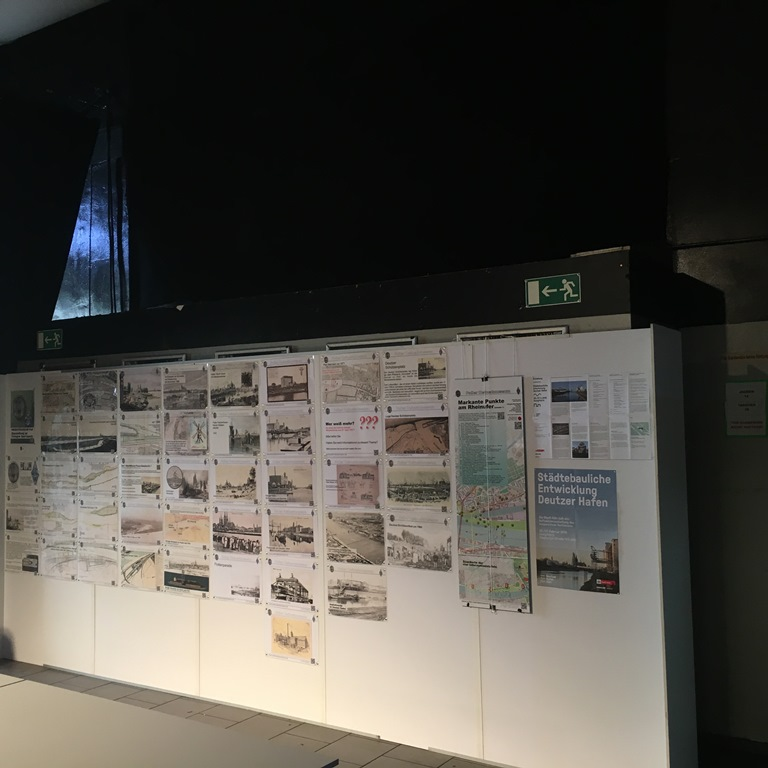
Ausstellung Deutzer Hafen anlässlich Projekttage 2016
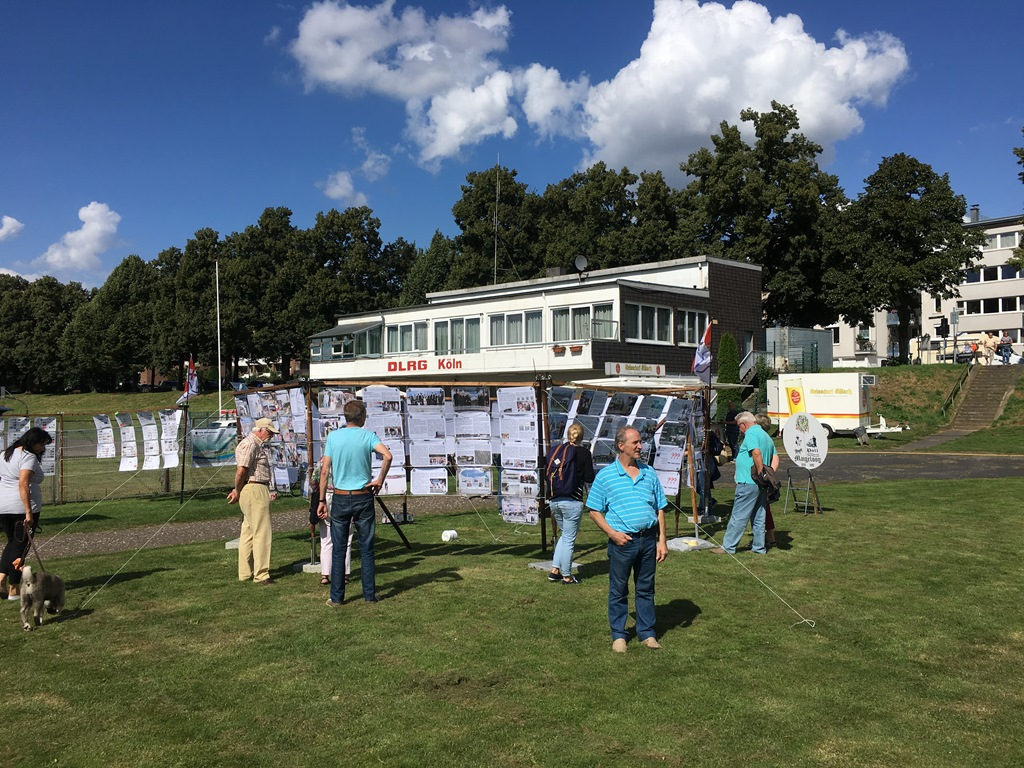
Ausstellung auf Bürgerfest des Poller Bürgervereins 2016
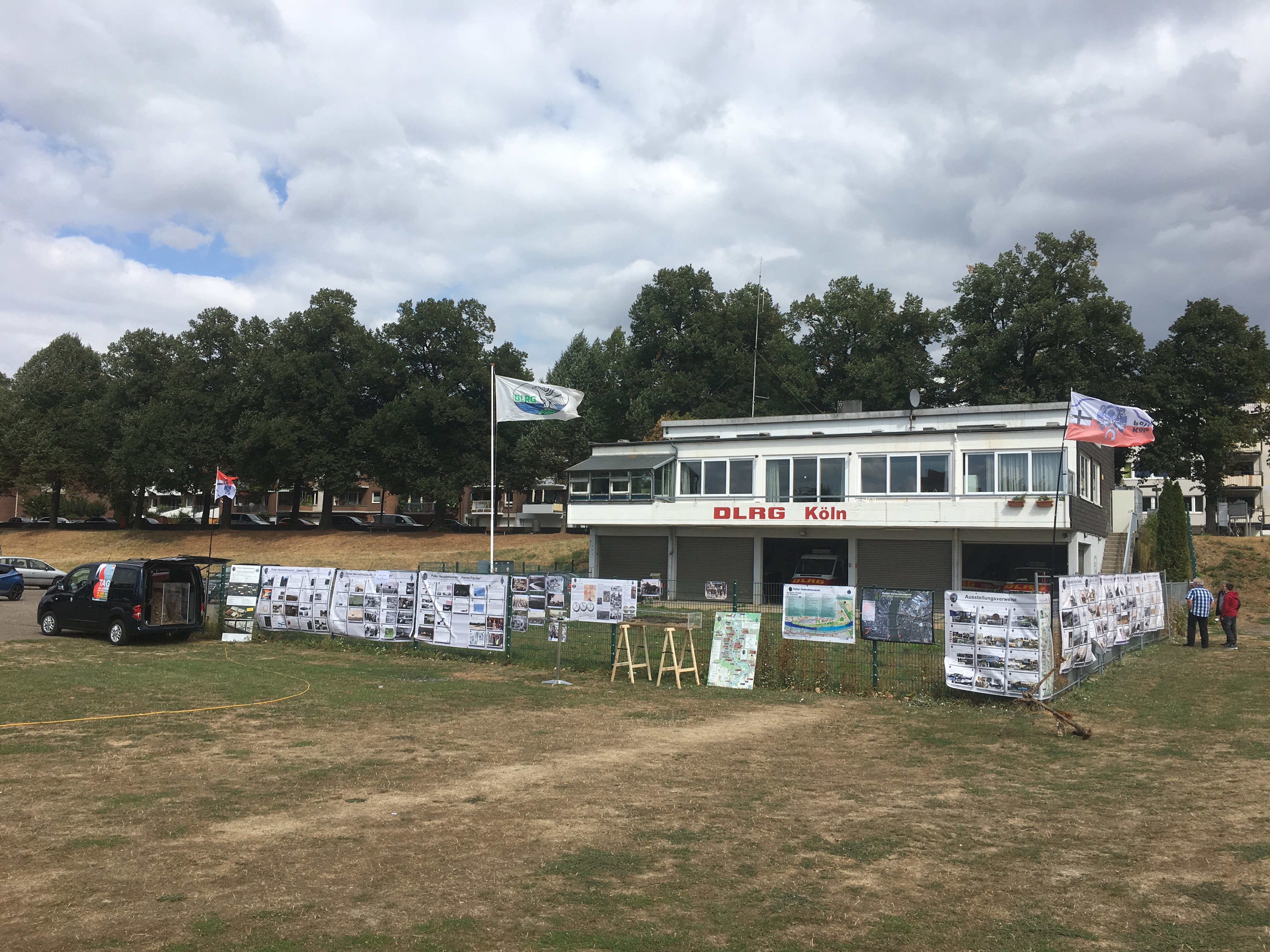
Ausstellung des Poller Heimatmuseums beim Bürgerfest 2018 in Köln-Poll mit  Bildtafeln, Stockanker, Diorama Stahlschuh, Diorama Schiffsplanke

## Weitere Projekte
- Informationstafeln „Markante Punkte am Rheinufer“
- Ortsinformationstafeln
- Ausstellung am Poller Fischerhaus
- historische Rundwege durch Poll (im Aufbau)
- Informationstafel „Kölner Häfen und Anlegestellen“
- Ausstellung von historischen Fundstücken und Materialien (in Planung)
- Informationstafeln „Markante Punkte am Rheinufer“ für den Bereich Porzer Innenstadt (in Planung)
- Verkehrs-Info-Straße in Deutz (geplant)

Ergänzt werden die Ausstellungen durch das im Aufbau befindliche Projekt „Markante Punkte am Rheinufer“ zwischen Deutz und Poll. Hier werden über 110 Punkte von historischer Bedeutung am Rheinufer lokalisiert und erläutert.
Es besteht aus 5 bis 6 Teiltafeln, die Markante Punkte aus einem Bereich jeweils ca. 500 m markieren und einer Gesamtübersichtstafel am Poller Fischerhaus sowie am Heimatmuseum/Sportspark Cologne. Die ersten Punkte werden bereits erläutert auf der Homepage des Poller Heimatmuseums unter „Markante Punkte am Rheinufer“.
Am 18. November 2016 wurde die erste Orts-Informationstafel über den Tornado in Poll von 1898 im Ortskern u. a. durch den Bürgermeister der Stadt Köln, Hans-Werner Bartsch, eingeweiht.
Die zweite Tafel, Informationen über den Alten Poller Friedhof am Poller Damm, wurde am 15. April 2018 durch die Erste Bürgermeisterin der Stadt Köln, Elfi Scho-Antwerpes, eingeweiht.
Diese sollen Teil eines von 4 bis 5 geplanten Rundwegen durch und um Poll sein...
Am 15. April 2018 wurden 3 Informationstafeln als zusätzliche Hinweise zu den Gedenktafeln und zur Gedenkstele in einer gemeinsamen Veranstaltung von Bürgerverein Köln-Poll e.V., Katholische und Evangelische Kirchen Poll, Poller Heimatmuseum, Netzwerk Poller Vereine eingeweiht.
Eine Bildersammlung zur Geschichte des Poller Fischerhauses befindet sich auf der Außenterrasse des Poller Fischerhauses am Weidenweg in Köln-Poll
Für Deutz ist eine Informationsstraße über Kölner Bahnhöfe und Verkehrswesen in Köln in Planung – möglichst in Kooperation mit Anderen.

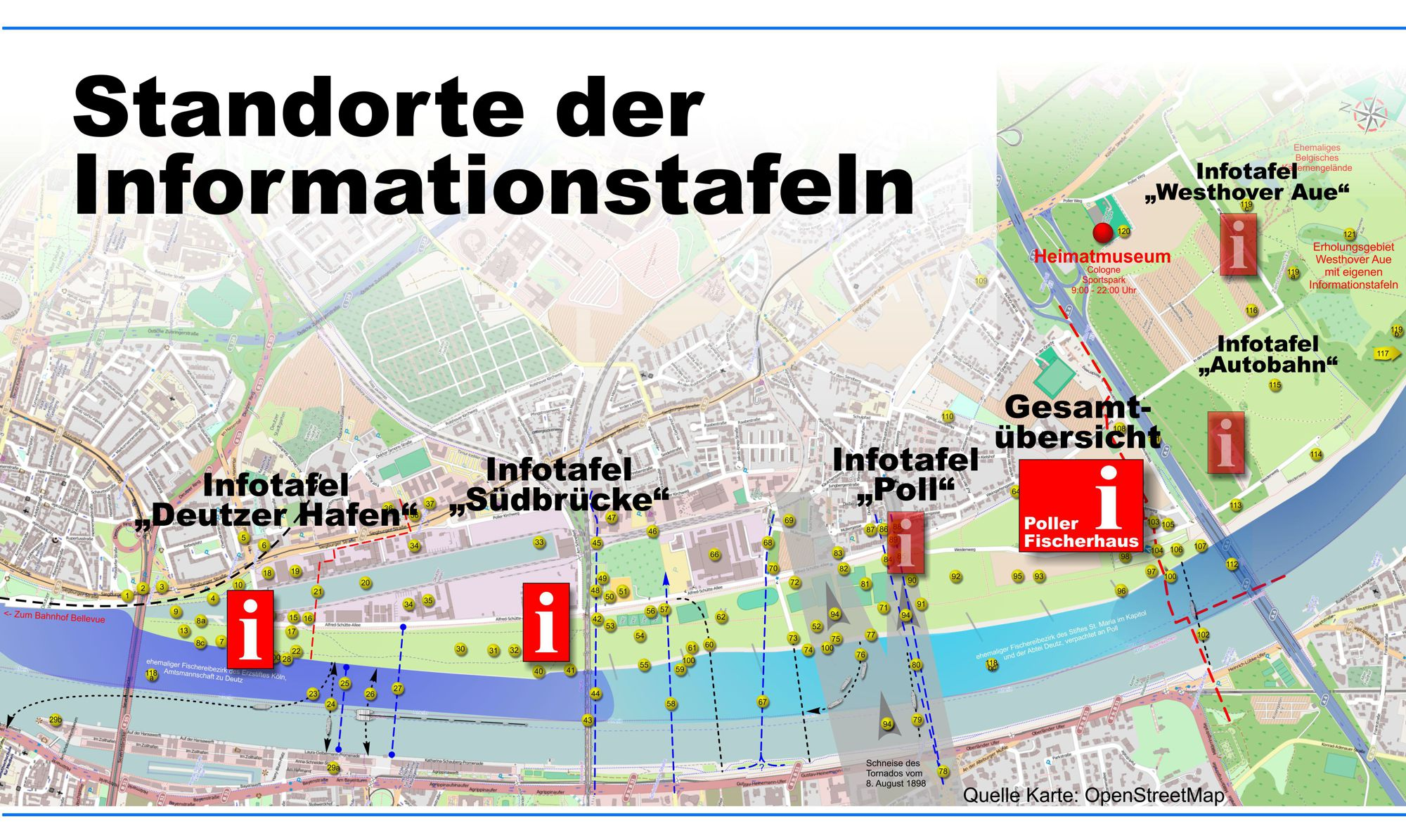
Aufstellungsorte der Infotafeln „Markante Punkte“ am Rheinufer in Köln-Deutz, Köln-Poll und Köln-Ensen-Westhoven
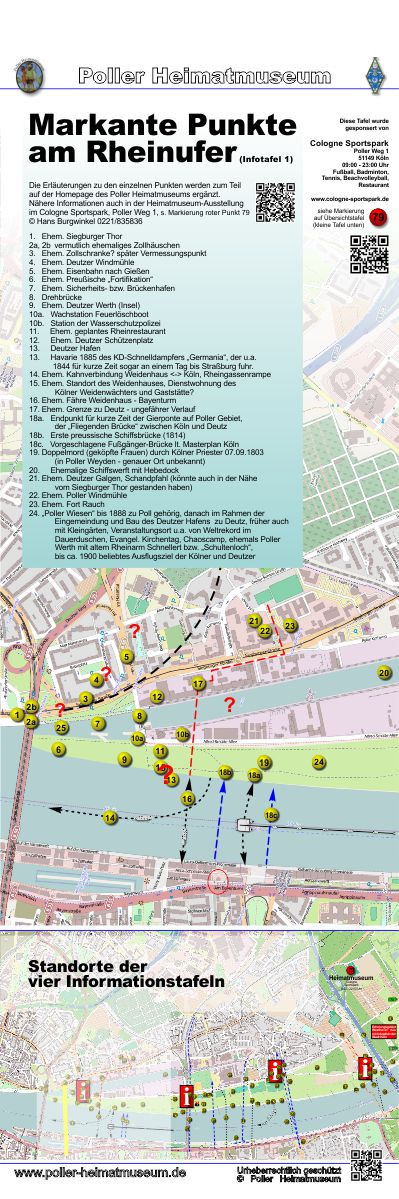
Teilübersichtstafel Nr. 1 für das Gebiet der nördlichen Poller Wiesen mit Angaben zu aktuellen und historischen markanten Punkten
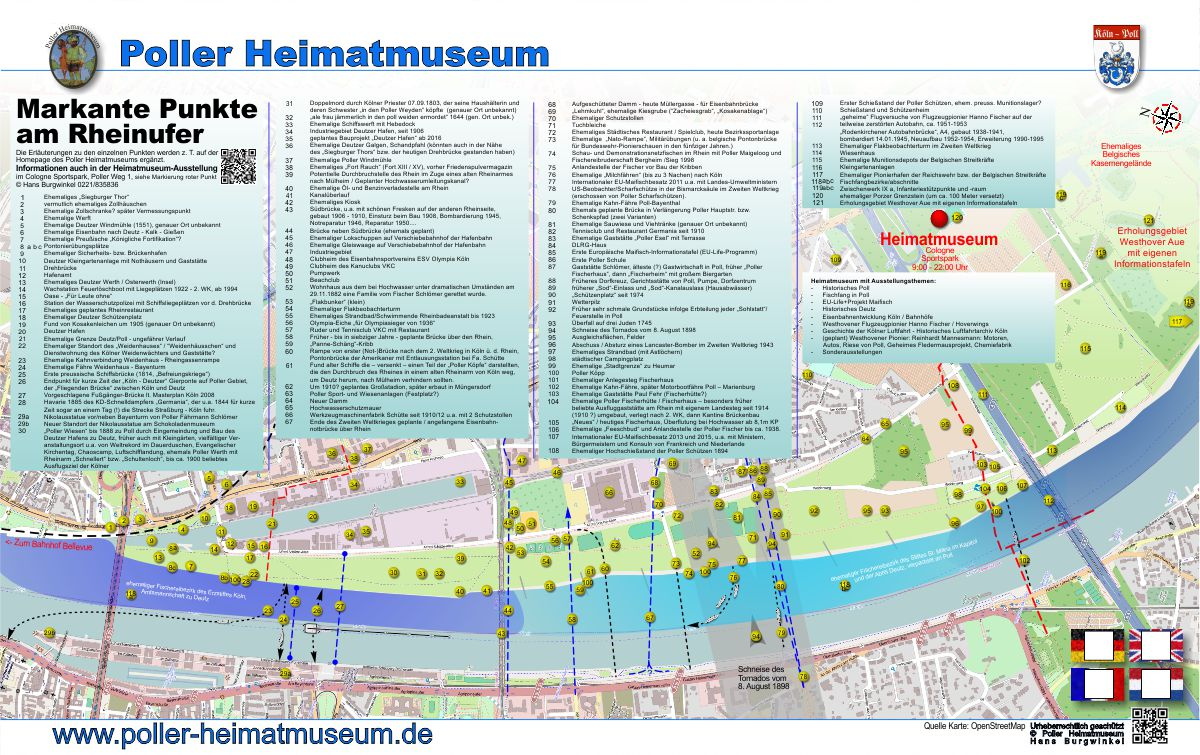
Übersicht markanter Punkte am Rheinufer von Köln-Poll
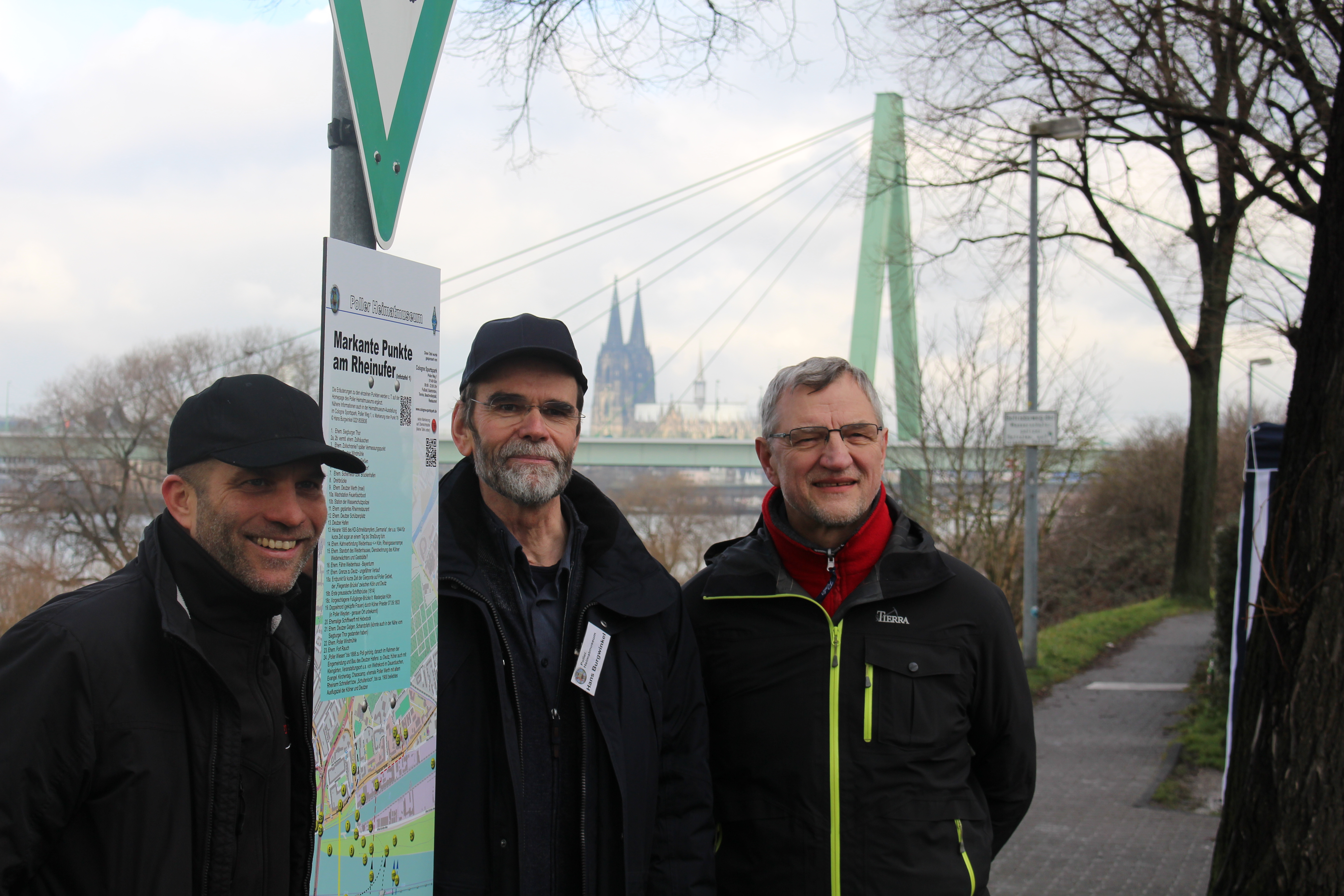
Einweihung der 1. Teiltafel von „Markante Punkte am Rheinufer“ 2016 mit Jens Laufenberg, Cologne Sportspark; Hans Burgwinkel, Poller Heimatmuseum; Andreas Hupke, Bezirksbürgermeister Innenstadt/Deutz
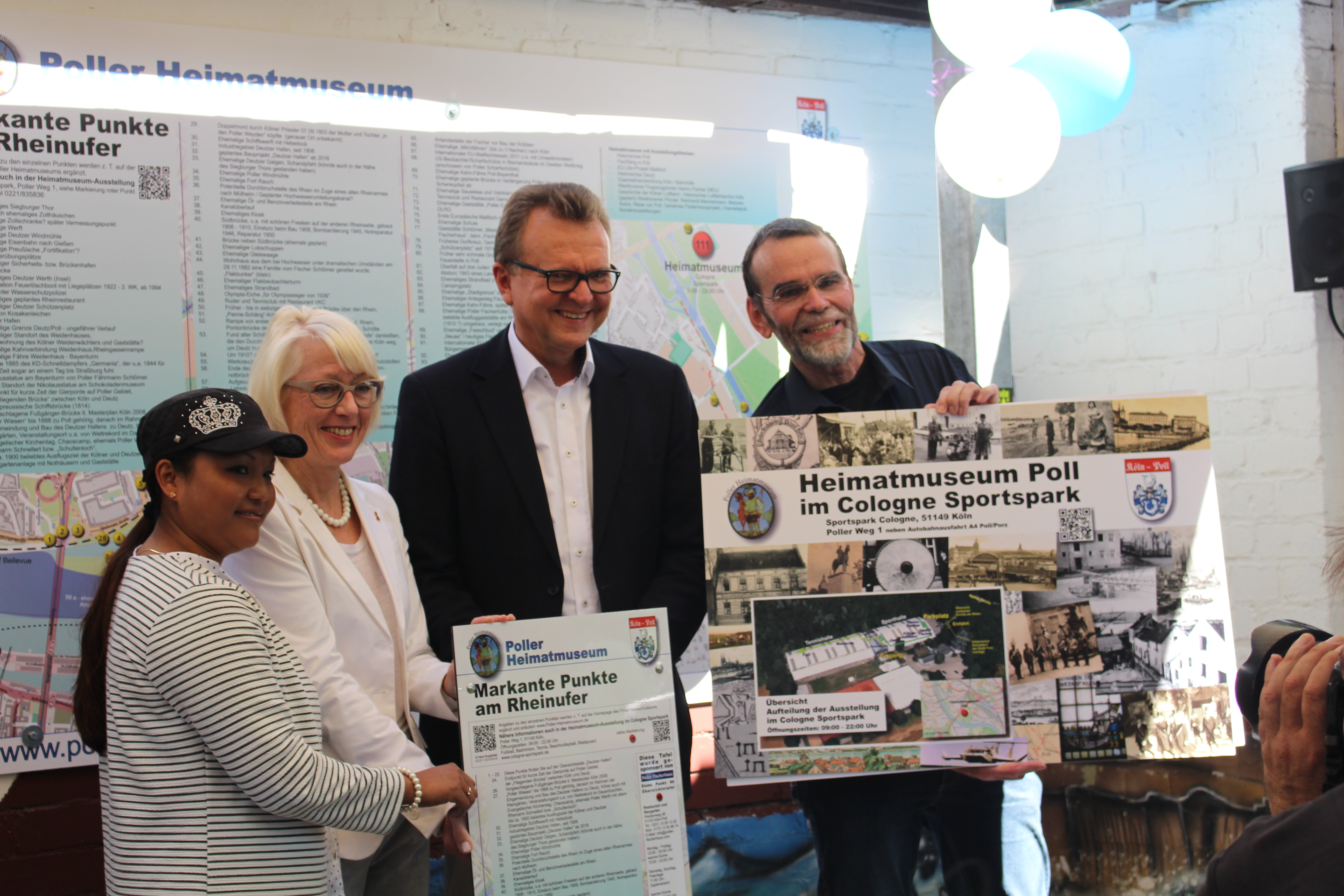
Einweihung der großen Übersichtstafel „Markante Punkte am Rhein“ am Poller Fischerhaus mit v.l. Lynda Schneider, Poller Fischerhaus; Elfi Scho-Antwerpes, Bürgermeisterin der Stadt Köln; Martin Dörmann, MdB; Hans Burgwinkel, Poller Heimatmuseum
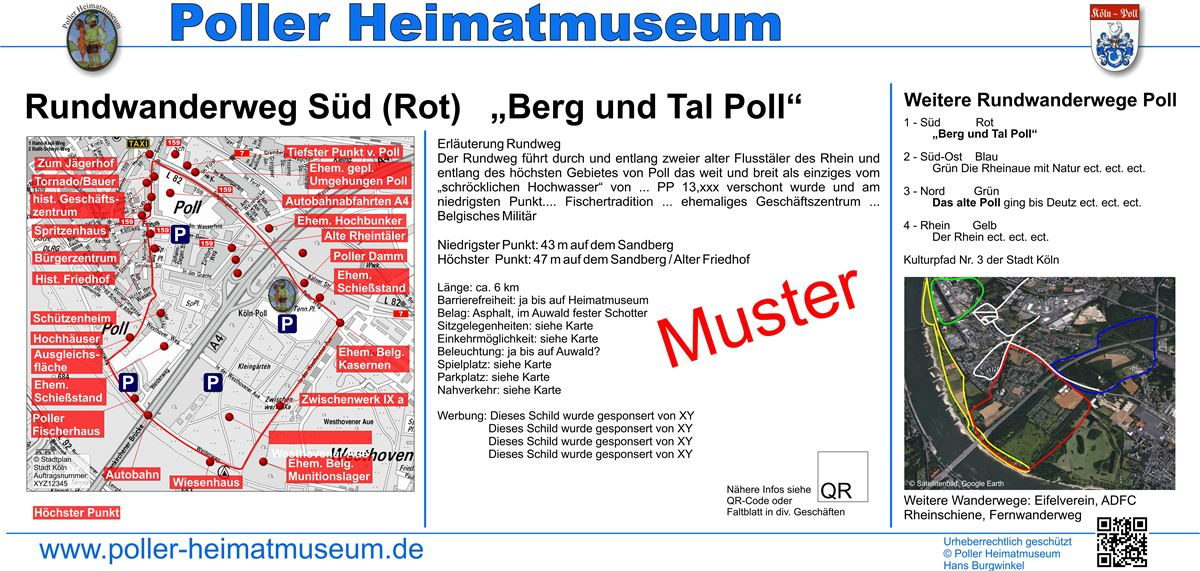
Übersicht / Muster möglicher, geplanter Rundwanderwege in Köln-Poll
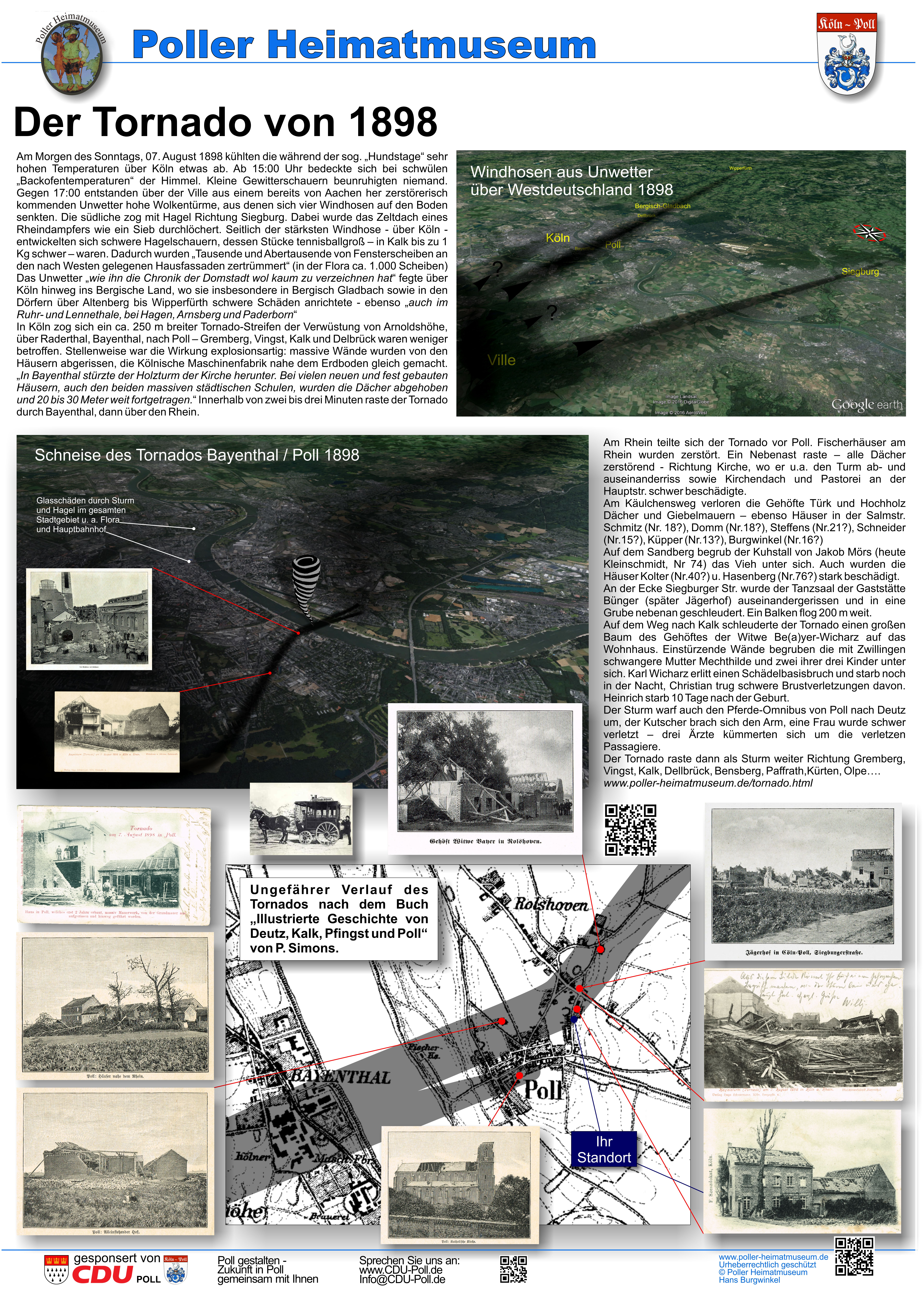
Informationstafel Tornado 1898, der Köln-Bayenthal und Köln-Poll verwüstete
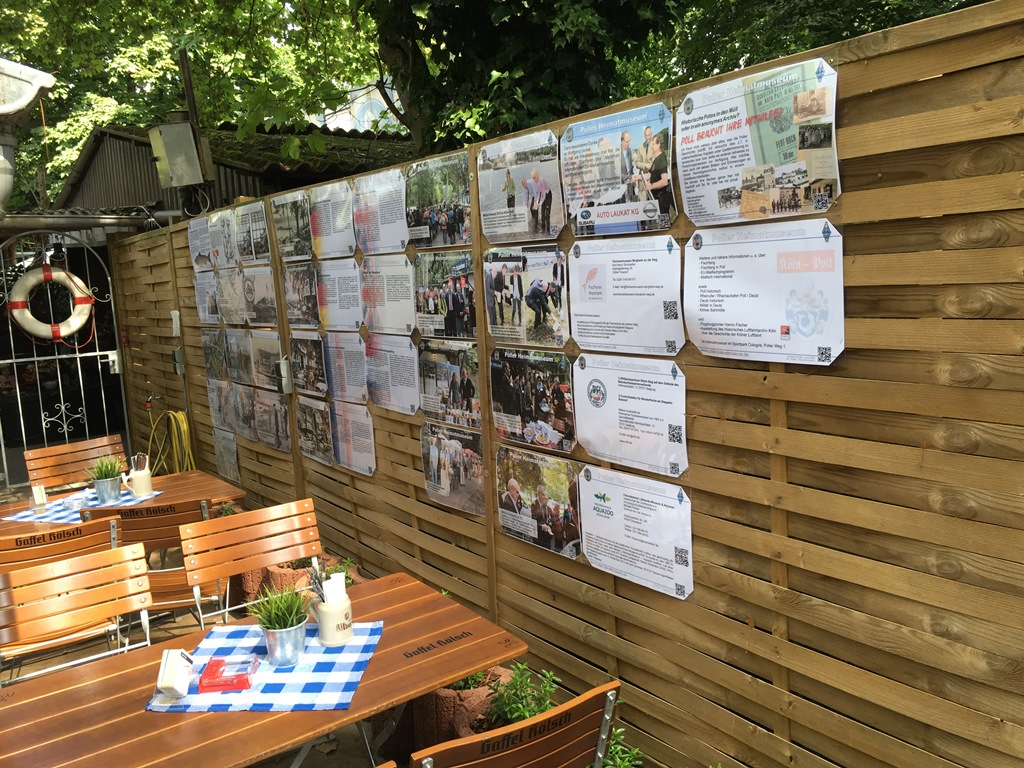
Ausstellung auf Terrasse Poller Fischerhaus

## Weitere Sammlungen
Zum Poller Heimatmuseum gehören weitere Sammlungen, die zurzeit nicht öffentlich zugänglich sind, u. a.:
- Glasbilder zur Geschichte Polls aus der Gaststätte „Zum Jägerhof“
- Historische Fundstücke aus Poll und Zündorf, in Abstimmung mit der Bodendenkmalpflege der Stadt Köln
- Einzelstücke aus Auflösung des Schützenheims des Schützenvereins St. Hubertus Köln-Poll
- Große und kleine Bilder, Reproduktionen von Milchmädchen aus aller Welt – u. a. Poller Milchmädchen, „Cologne Milkmaid“, „Das Milchmädchen von Bordeaux“ von Goya, „Dienstmagd mit Milchkrug“ von Jan Vermeer
- Milchmädchen-Figuren
- große und kleine Köln-Panoramen

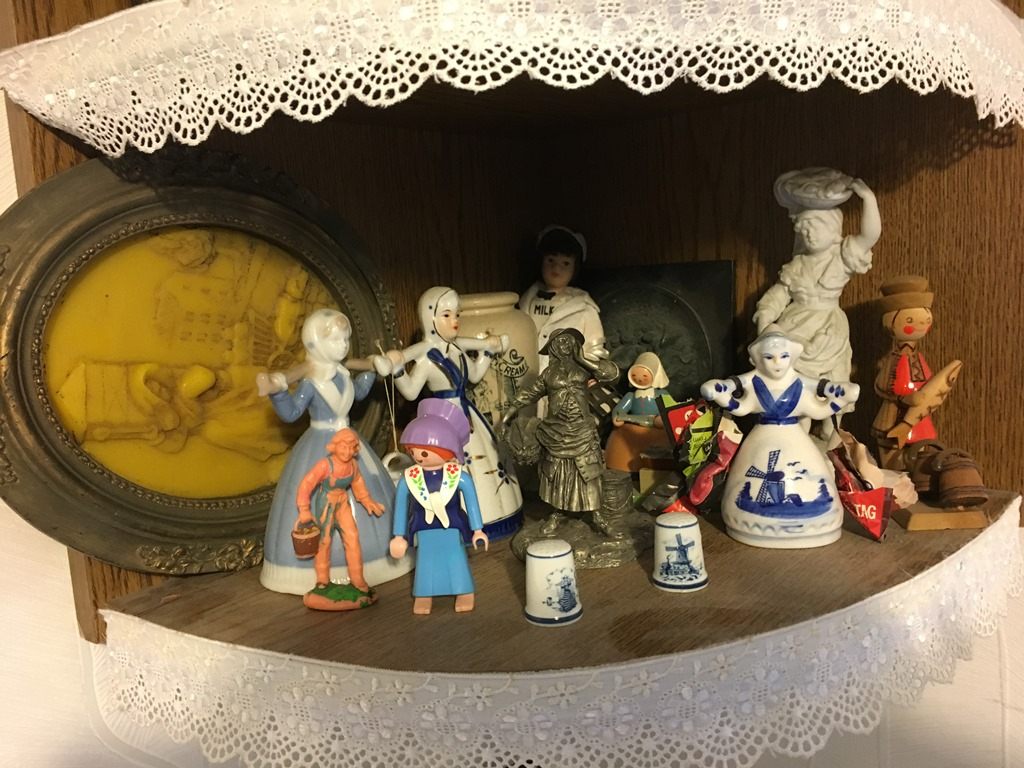
Milchmädchenfiguren aus verschiedenen Ländern
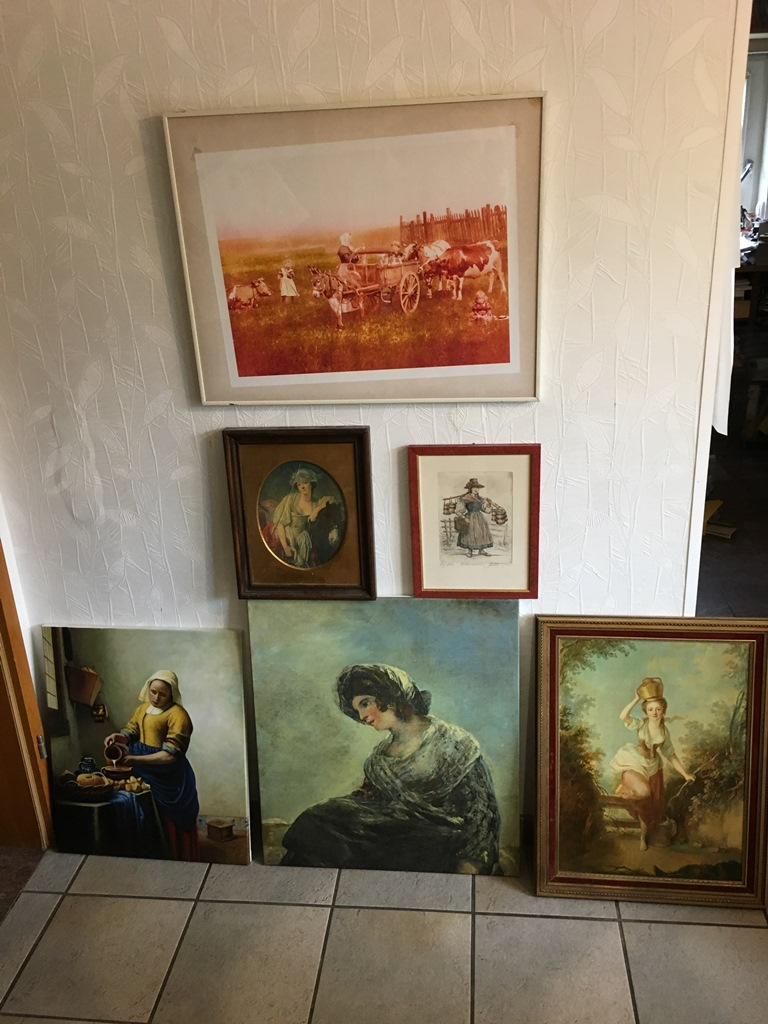
Teil der Milchmädchen-Bilder-Sammlung, u. a. Reproduktionen von Goya und Vermeer
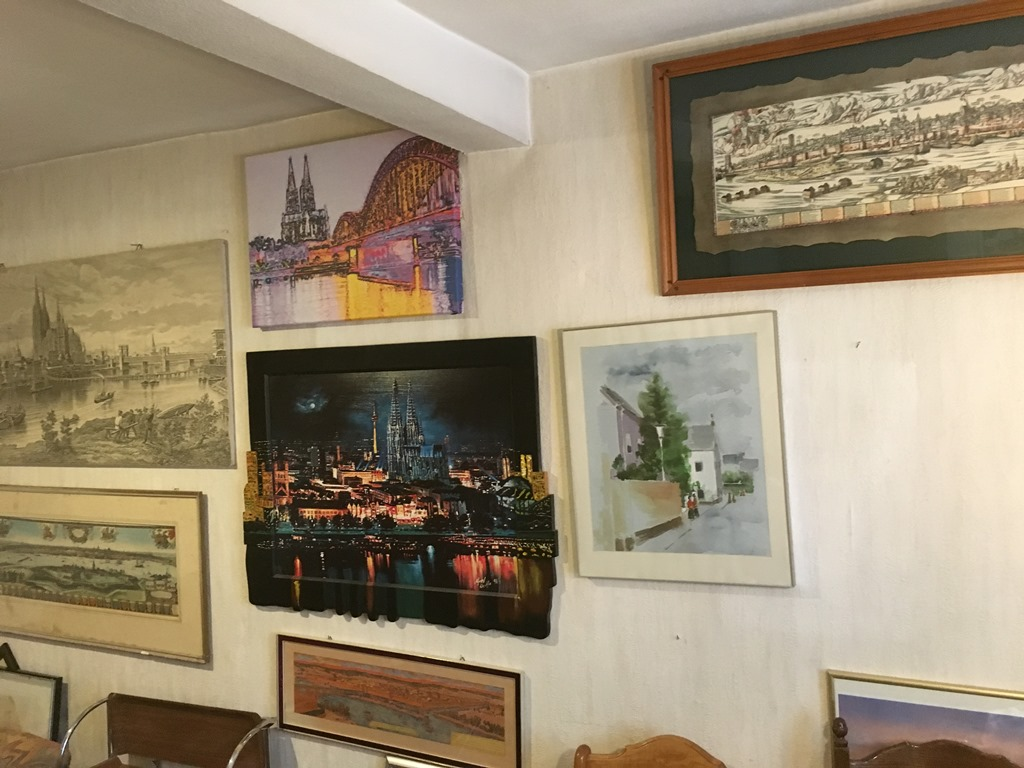
Ausschnitt aus der Sammlung von Köln-Panoramen
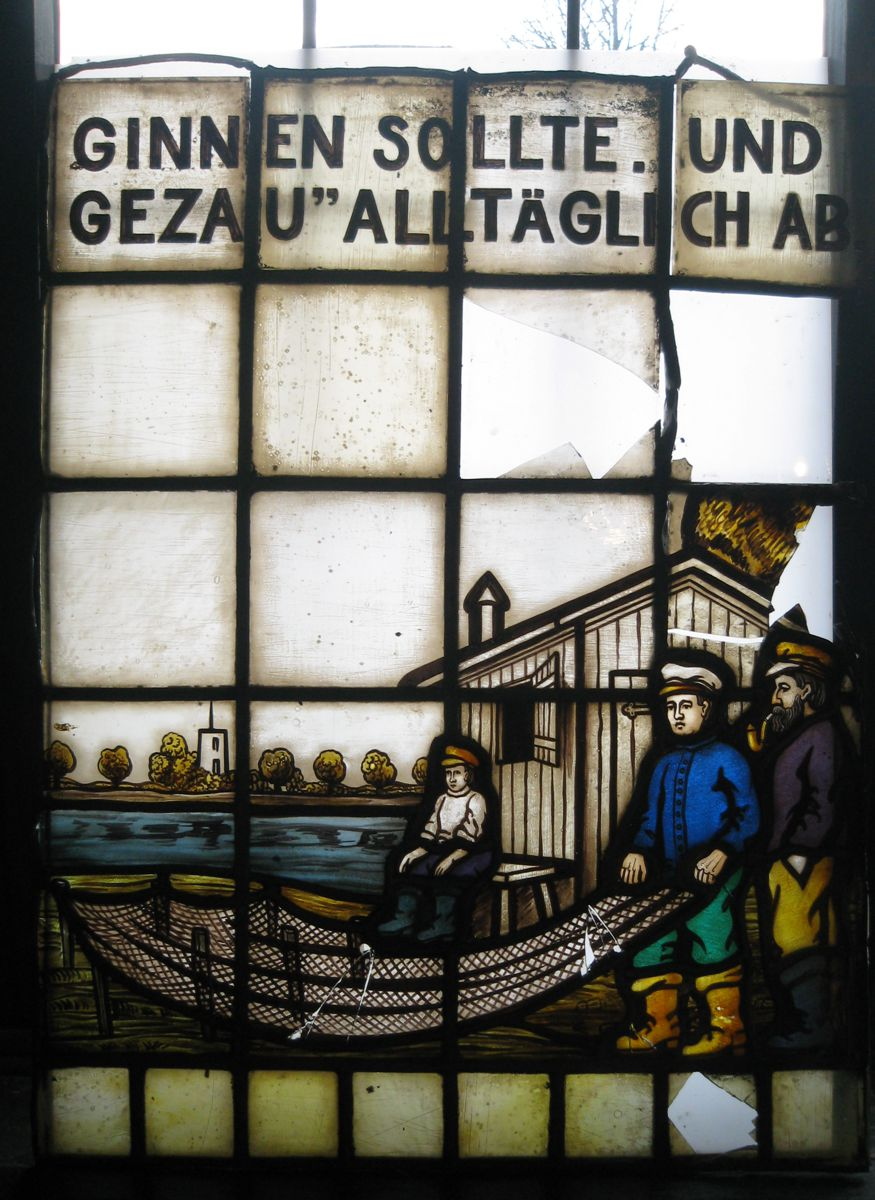
Glasbild Poller Fischer
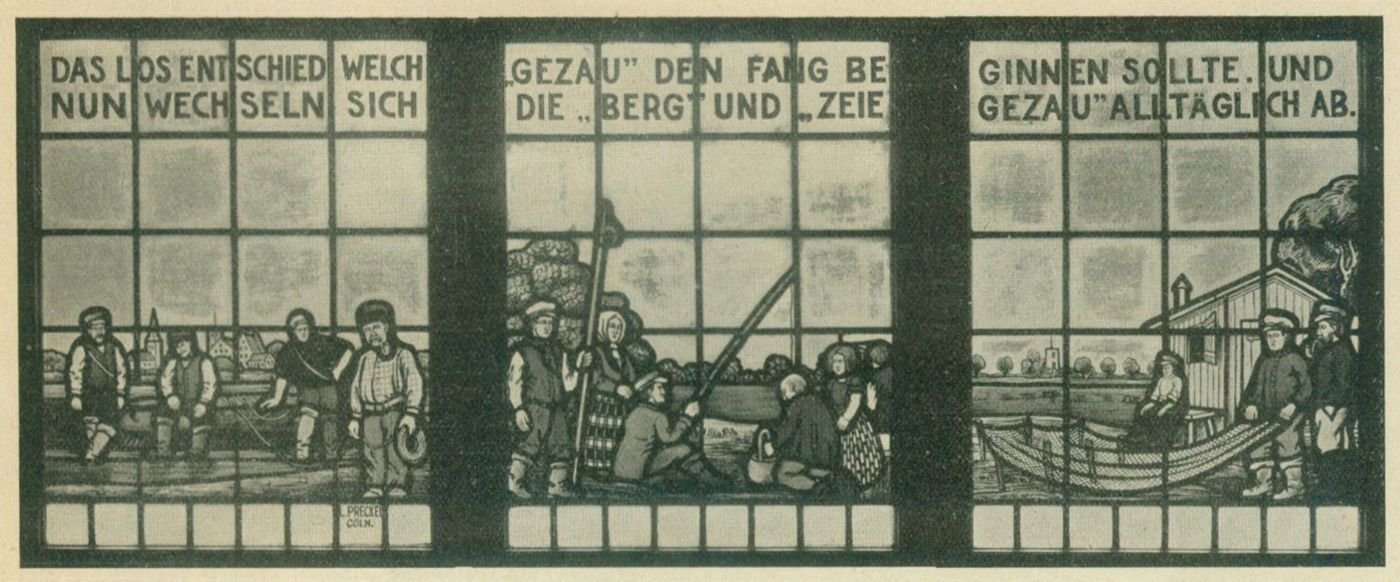
Glasfenster Zum Jägerhof
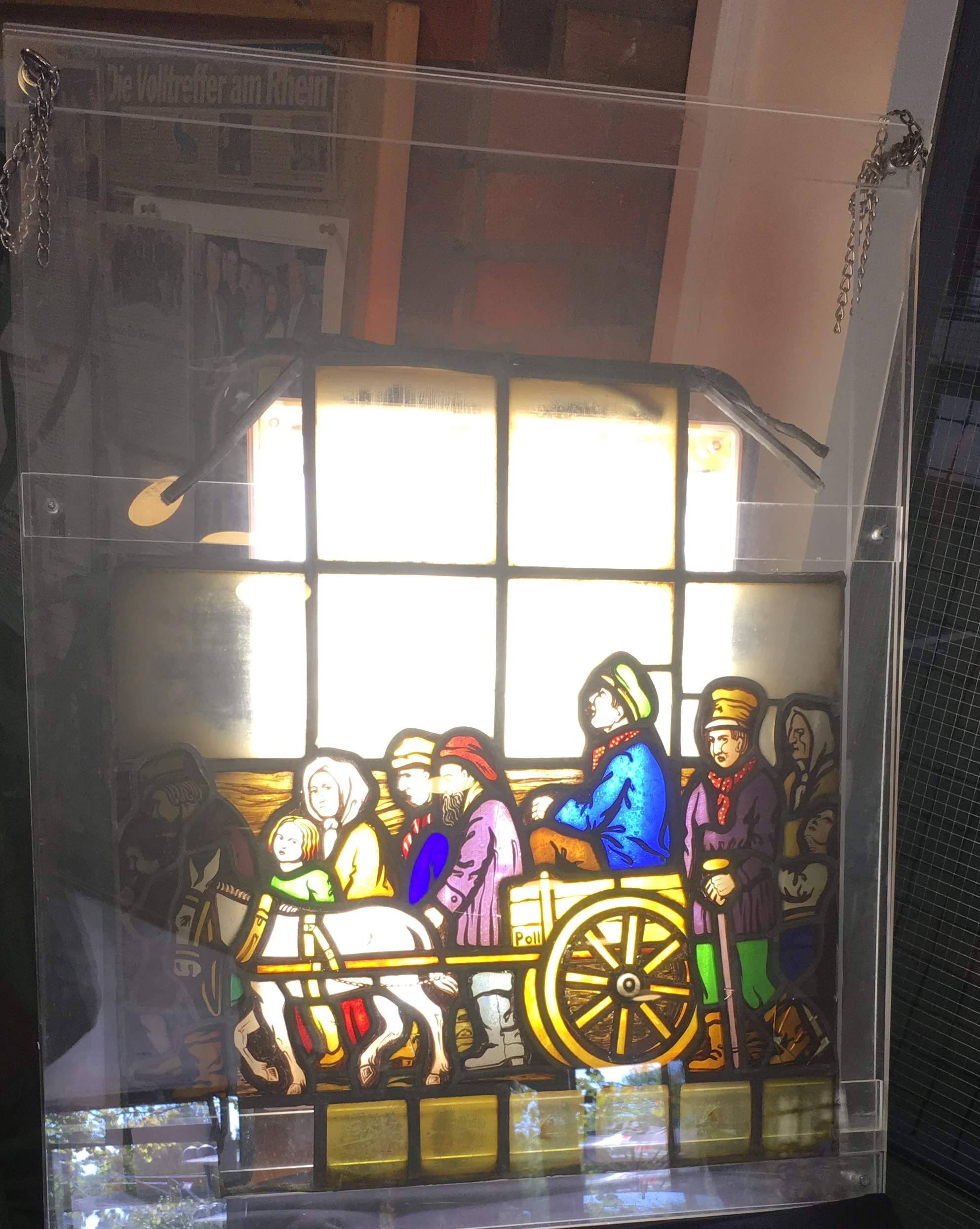
Teilzerstörtes historisches Glasbild "Maifest" in Köln-Poll, aus der ehemaligen Gaststätte "Zum Jägerhof – verschollen von 1940 bis 2013, wiedergefunden von Hans Burgwinkel
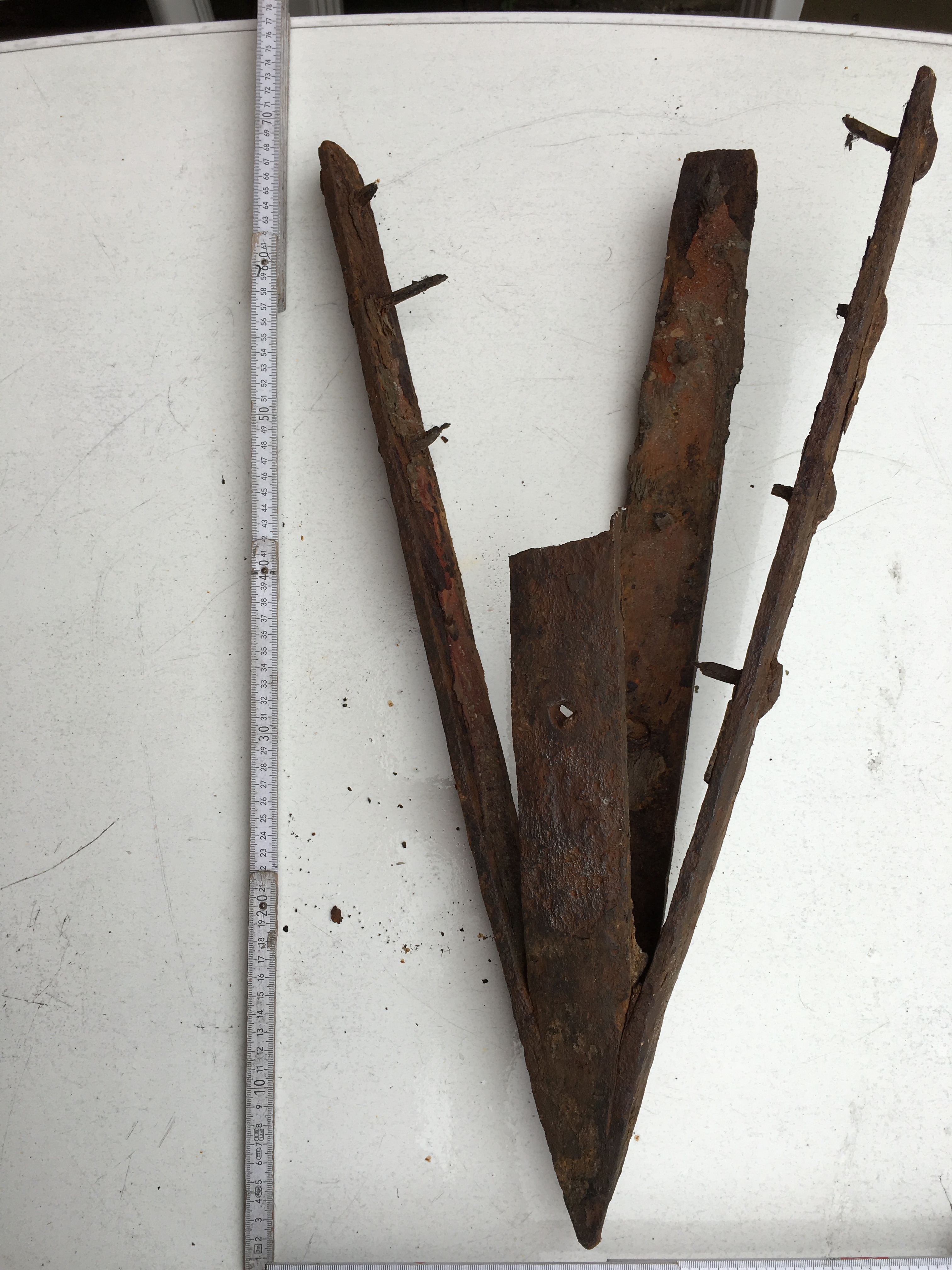
Pfahlschuh, wahrscheinlich Mittelalter, gefunden am Rhein in Köln-Poll
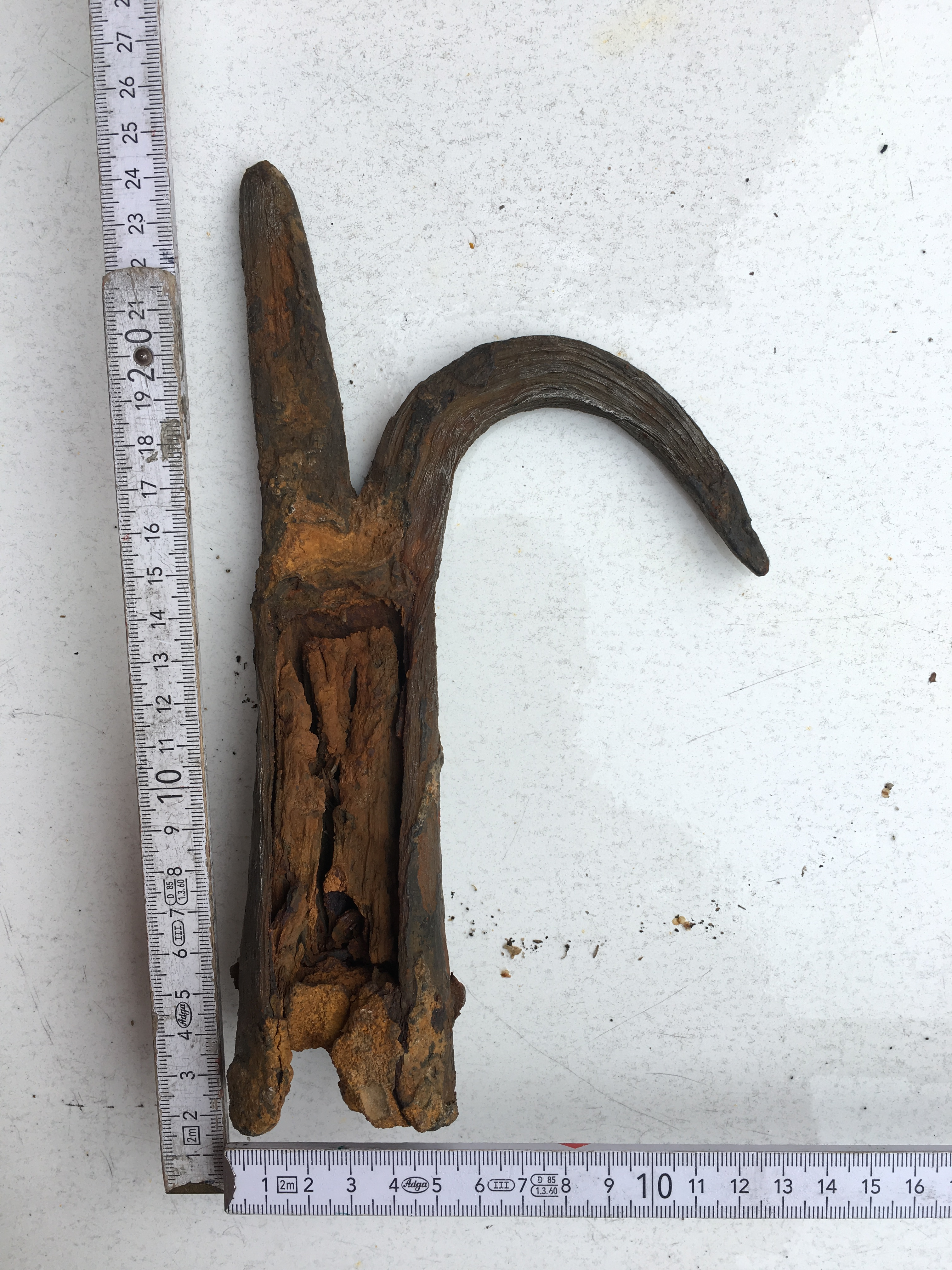
Bootshaken, wahrscheinlich Mittelalter, gefunden am Rhein in Köln-Poll
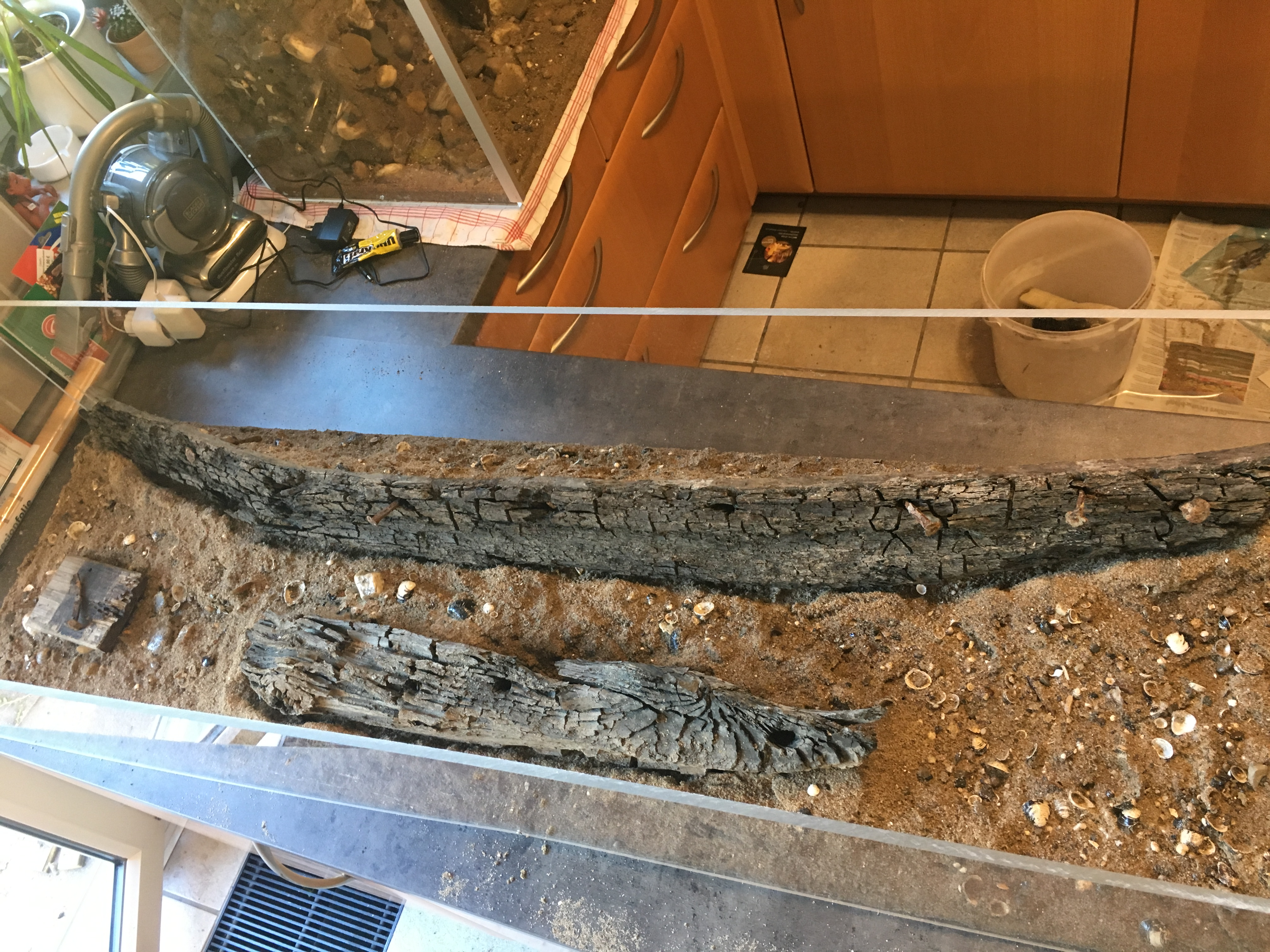
Diorama historische Schiffsplanken der „Poller Köpp“, im Rhein um 1530 versenkte Schiffe zur Ufersicherung in Köln-Poll
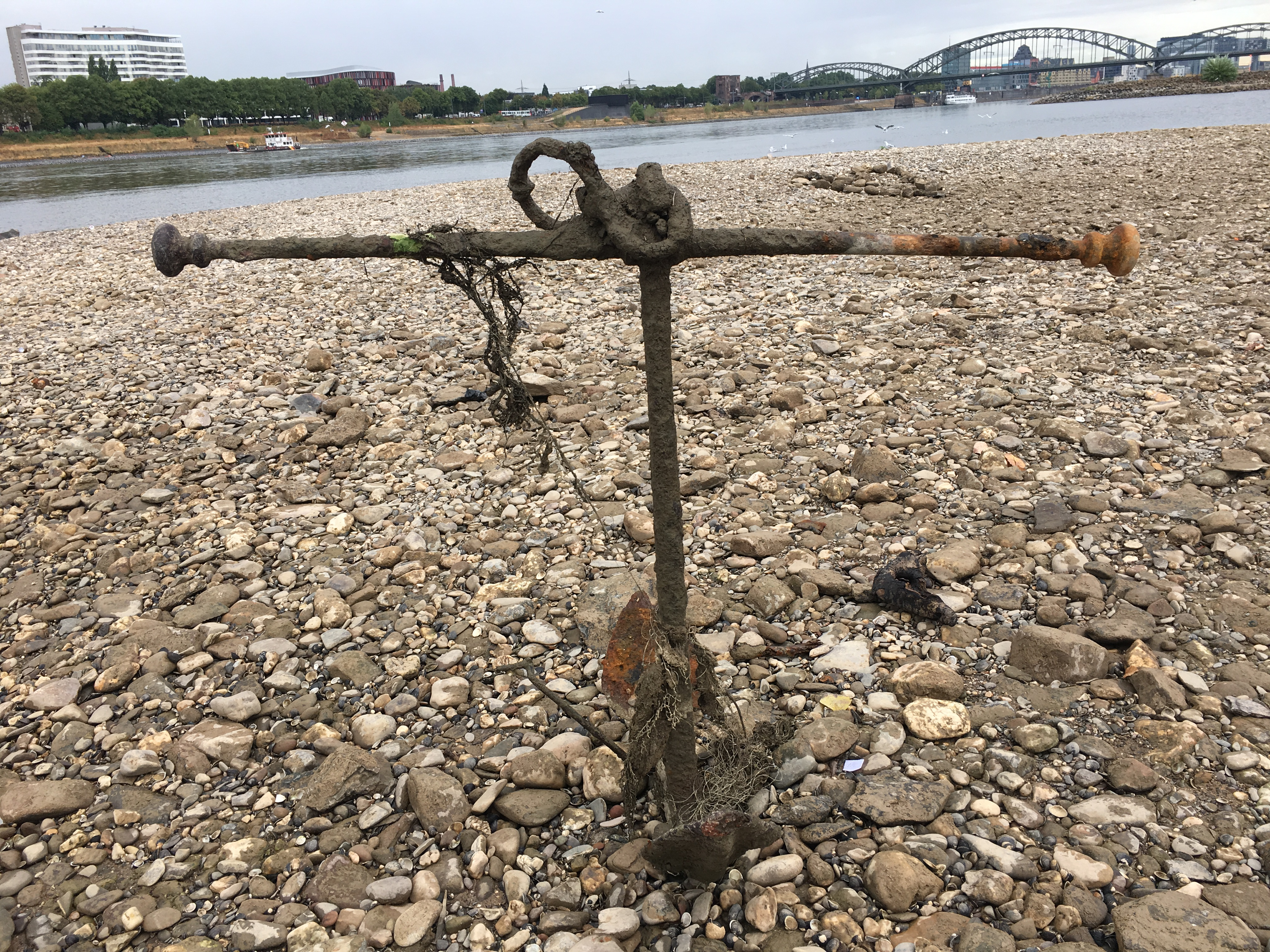
Historischer Stock-Anker, 19. Jahrhundert, im August 2018 aus dem Rhein gezogen in Köln-Poll
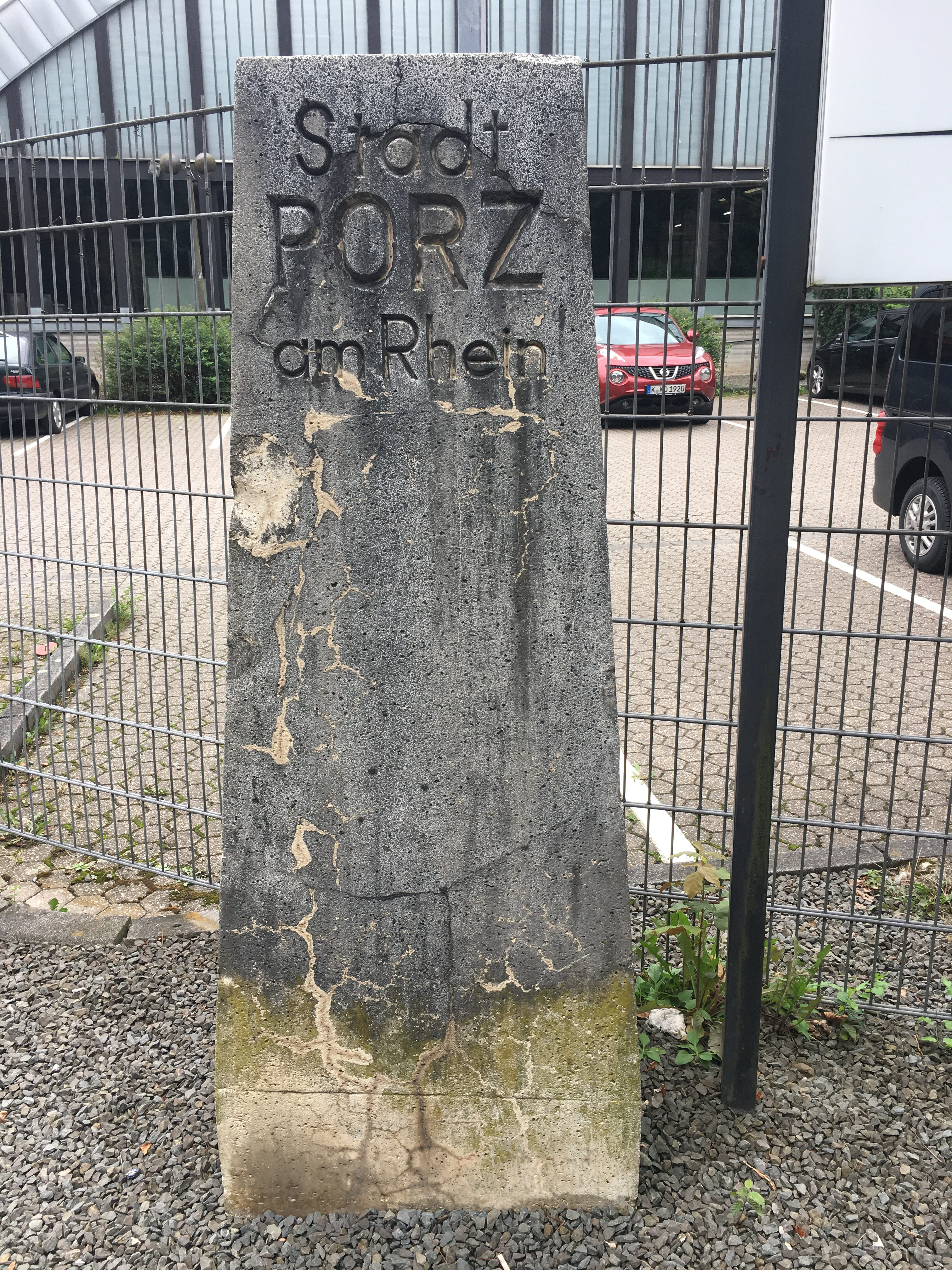
Grenzstein der ehemaligen Stadt Porz, vor Jahrzehnten versetzt von der Kölner Straße zum Eingang Tennishalle, heute Sportspark Cologne mit Poller Heimatmuseum, Poller Weg

## Virtueller Bereich
Im Virtuellen Bereich entstanden u. a.:
- Belgische Streitkräfte in Deutschland (für Wikipedia gestartet)
- Heimatseiten Zündorf mit Zündorfer Geschichte(n)[13]
- Liste militärischer Einrichtungen und Einheiten in Köln (für Wikipedia gestartet)
- Liste „historischer“ Diskotheken in Köln (für Wikipedia gestartet, dann zurückgenommen)

## Objekt Zündorf
In Köln-Porz-Zündorf werden seit 1956 auf einem Grundstück von Hans Burgwinkel in der Marktstr. immer wieder neue Funde gemacht. Die Eltern des heutigen Besitzers hatten das Haus 1956 von den Erben der in der Nazizeit verstorbenen bzw. ermordeten Familie Salomon gekauft. Der ursprüngliche Besitzer und weithin bis in die Nazizeit angesehene und einflussreiche Metzger Albert Salomon verstarb am 27. Februar 1942 in Zündorf eines natürlichen Todes. Allerdings wurden die dort wohnende Karoline Salomon und Ruth Tobias am 15. Juni 1942 über Köln-Ehrenfeld nach „dem Osten transportiert“, wo sie dann in Minsk bzw. in Lodz ermordet wurden.
Das Grundstück grenzt an die ehemalige Synagoge von Zündorf.
Entdeckt wurden bislang u. a.:
- Zwei ehemalige Brunnen, einer liegt unter dem Fundament des Hauses und darin befinden sich in ca. 10 m Tiefe im Wasserspiegel unzählige Scherben aus vorigen Jahrhunderten
- Ein mittelalterliches Gewölbe
- ein mittelalterlicher Gang
- Fundamente früherer Bebauung
- „Holländische“ Wandbemalung

Die Funde wurden und werden der Denkmalpflege regelmäßig zur Kenntnis gebracht. Sobald diese freigegeben sind, ist an eine kleine Ausstellung in Zündorf gedacht.

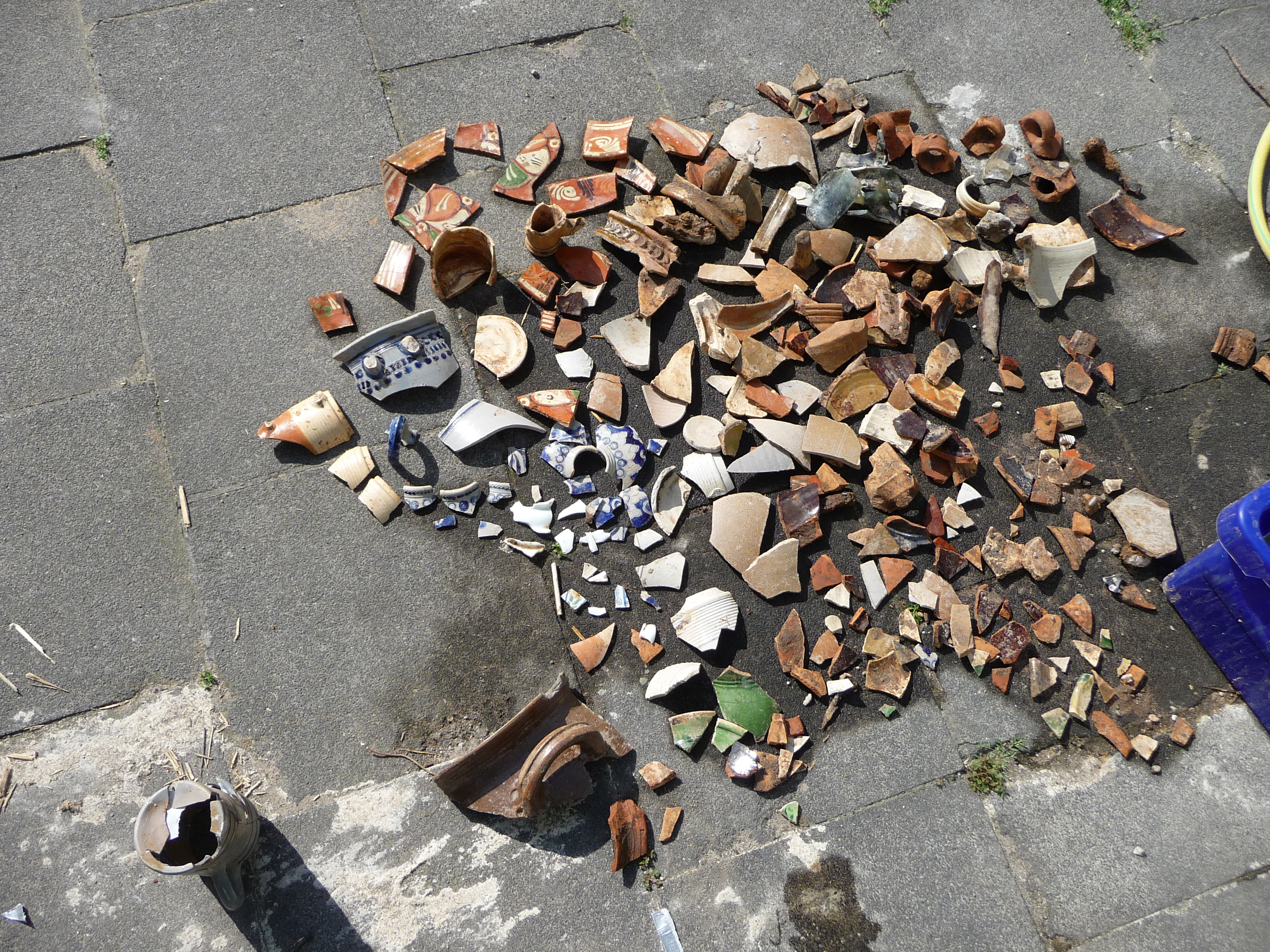
Scherben aus Bausicherung von Gewölbe in Zündorf
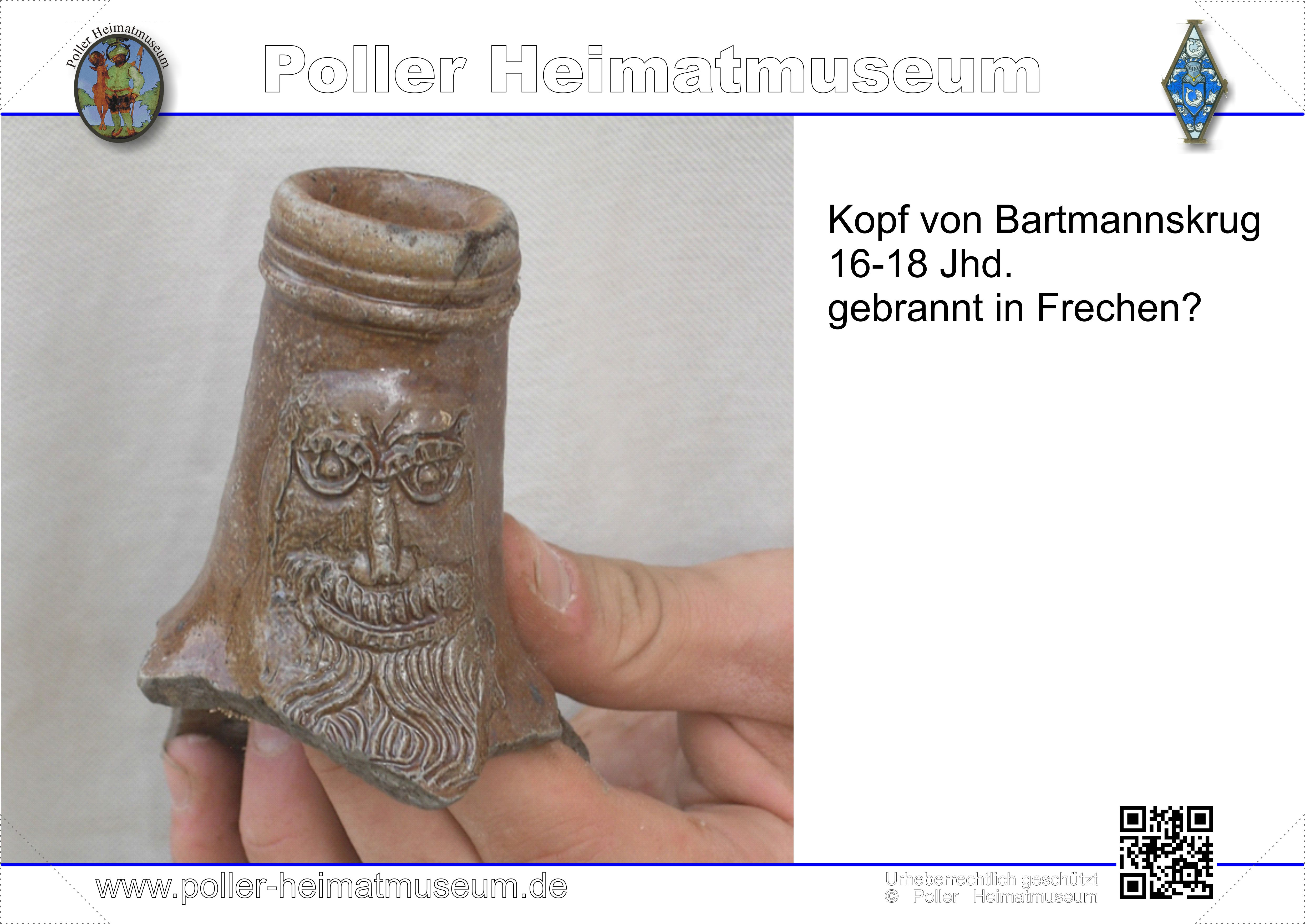
Bartmannskrug gefunden in Zündorf
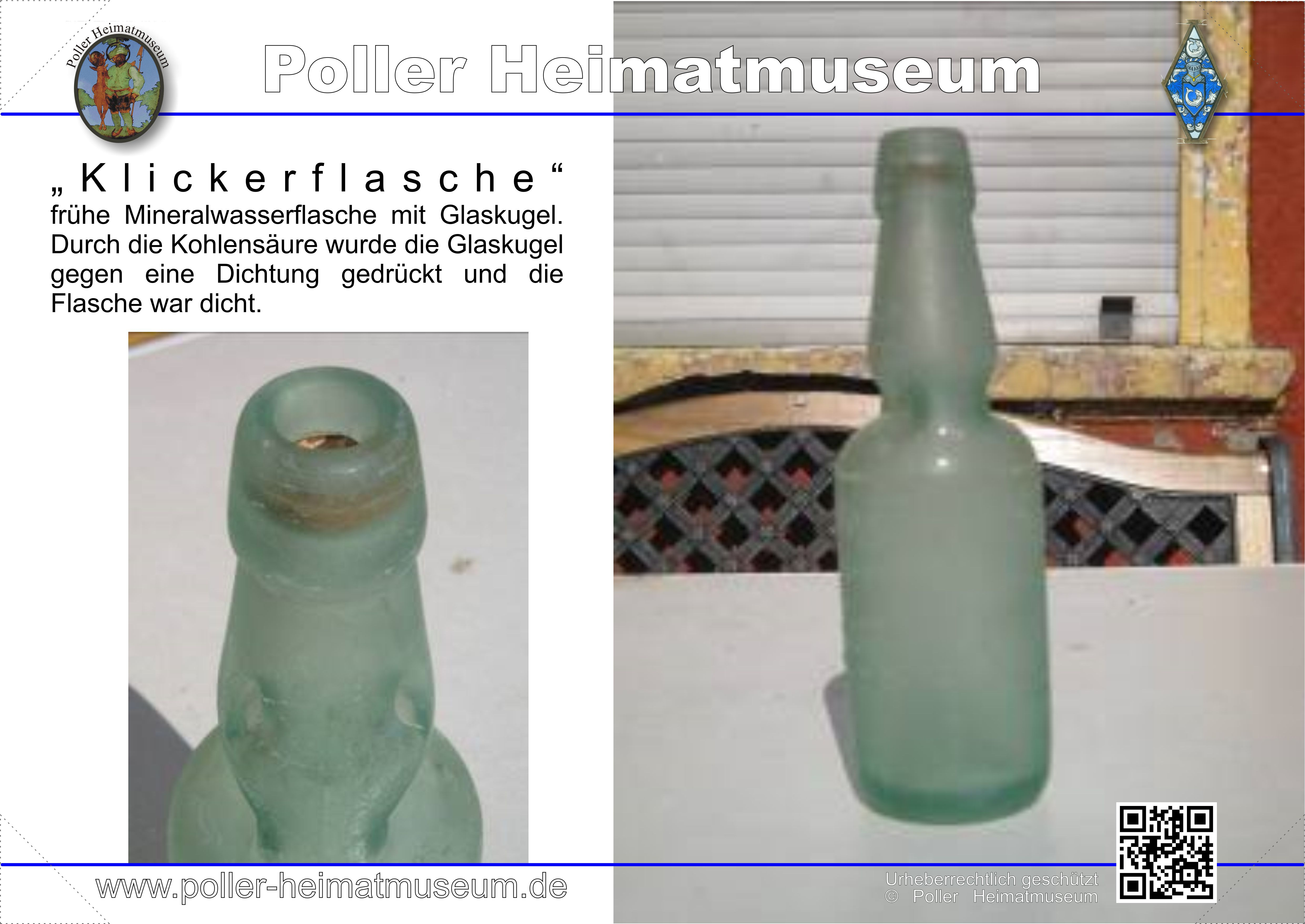
Klickerflasche gefunden in Zündorf
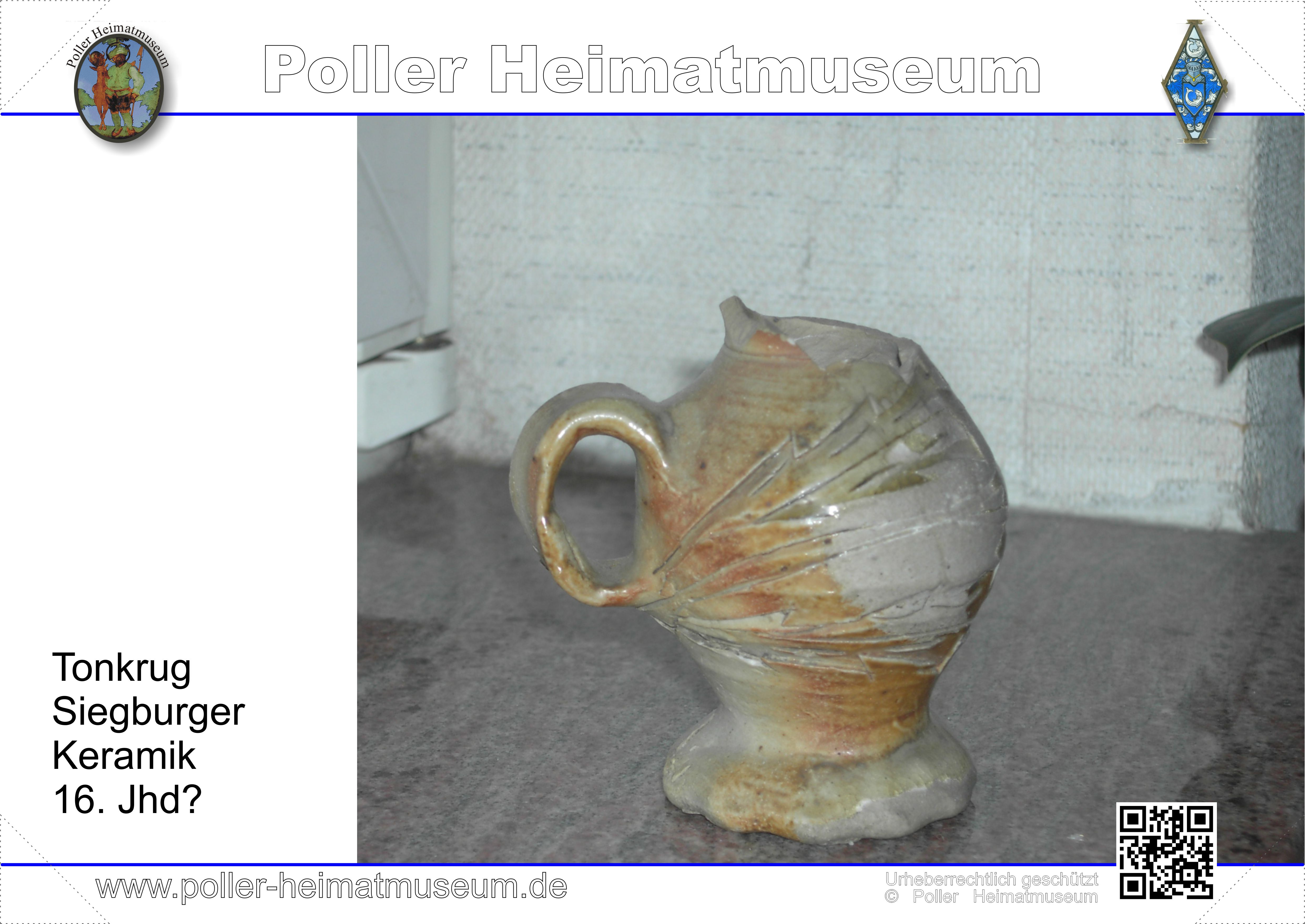
Tonkrug Siegburger gefunden in Zündorf
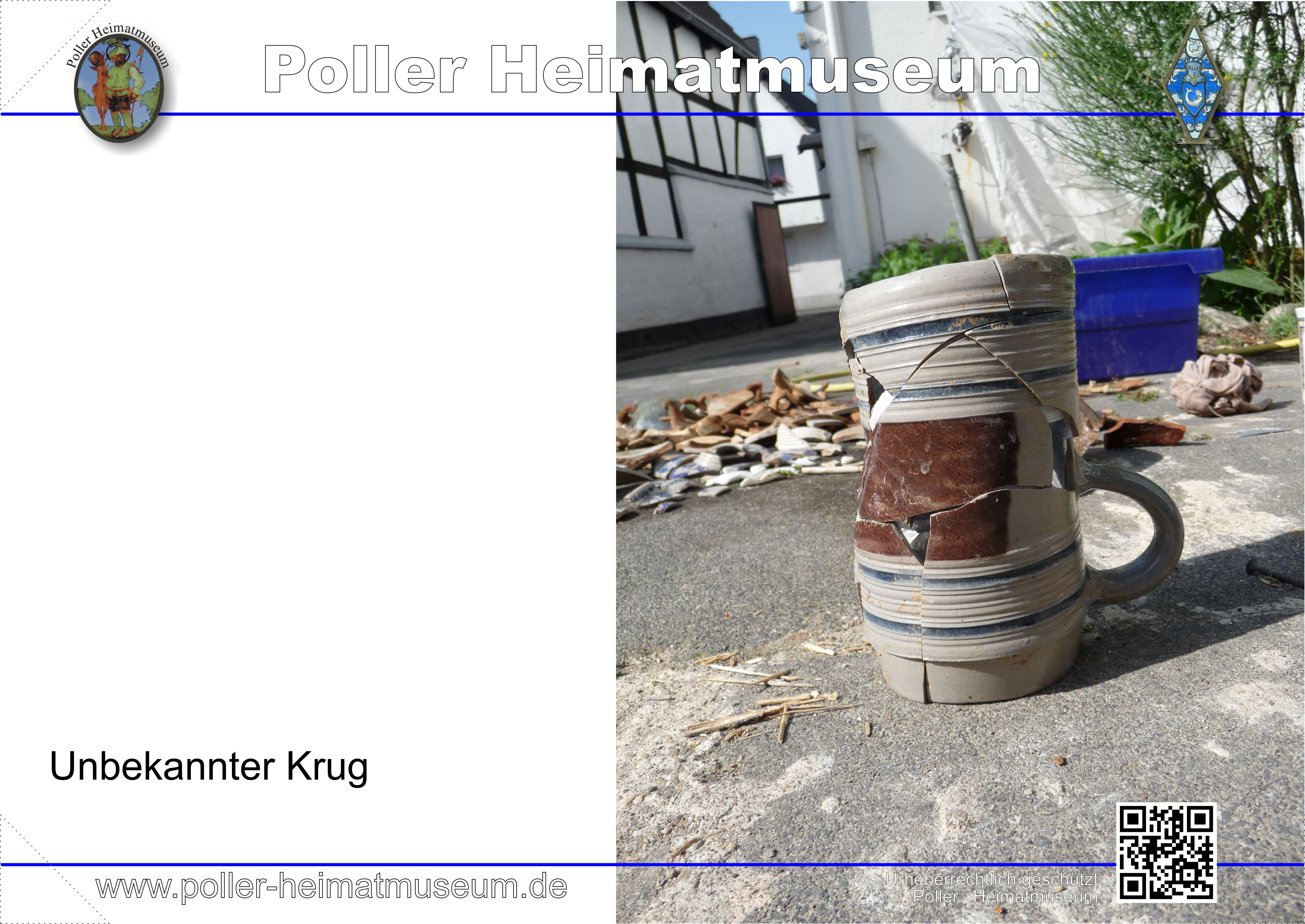
Unbekannter Krug aus Funden in Zündorf

## Beispiele/Feld-Übersichten Ausstellungen
Die Ausstellungen sind in der Regel als Felder mit vier bis fünf Spalten und vier bis fünf Reihen mit DIN A3-Laminaten konzipiert. Sie umfassen jeweils 2 bis 21 Felder.

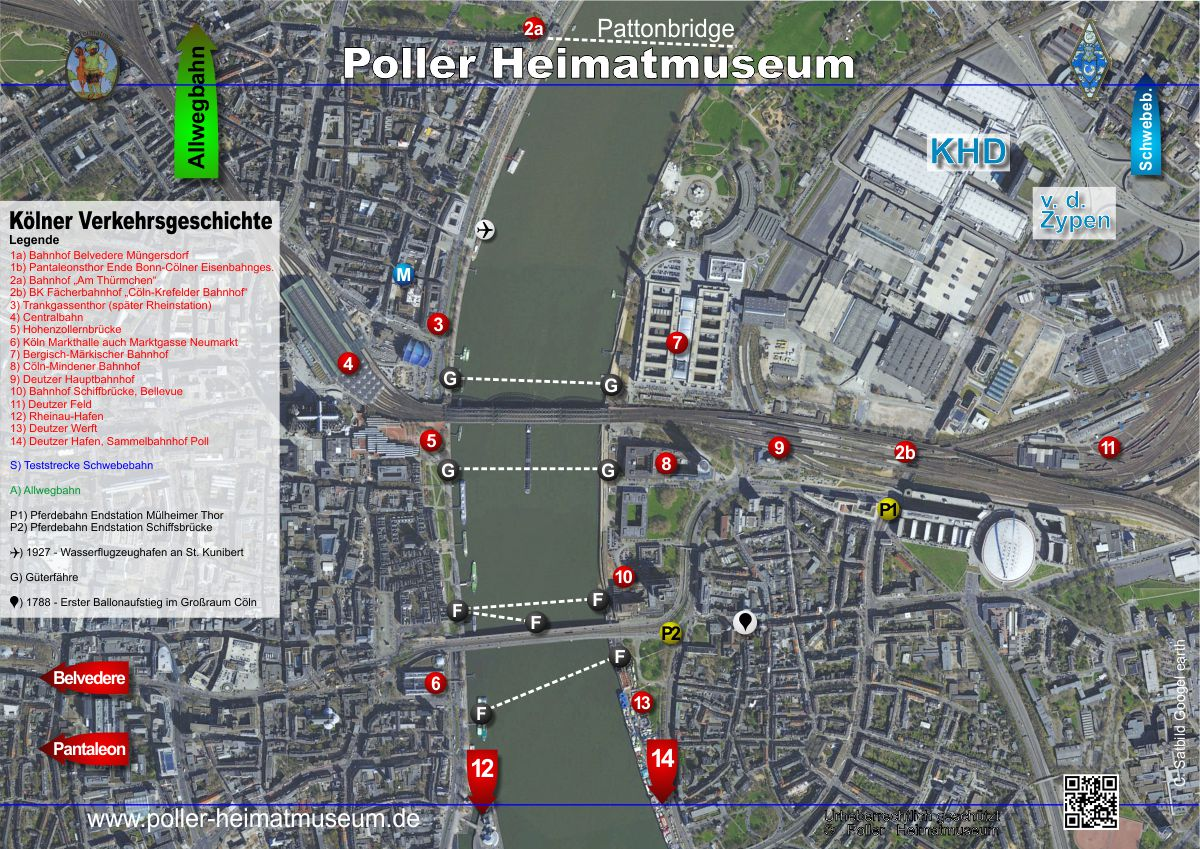
Übersichtskarte, aktuelle und ehemalige Bahnhöfe von Köln, Wasserflugzeughafen, Fähren, Brücken und sonstige Verkehrsmittel
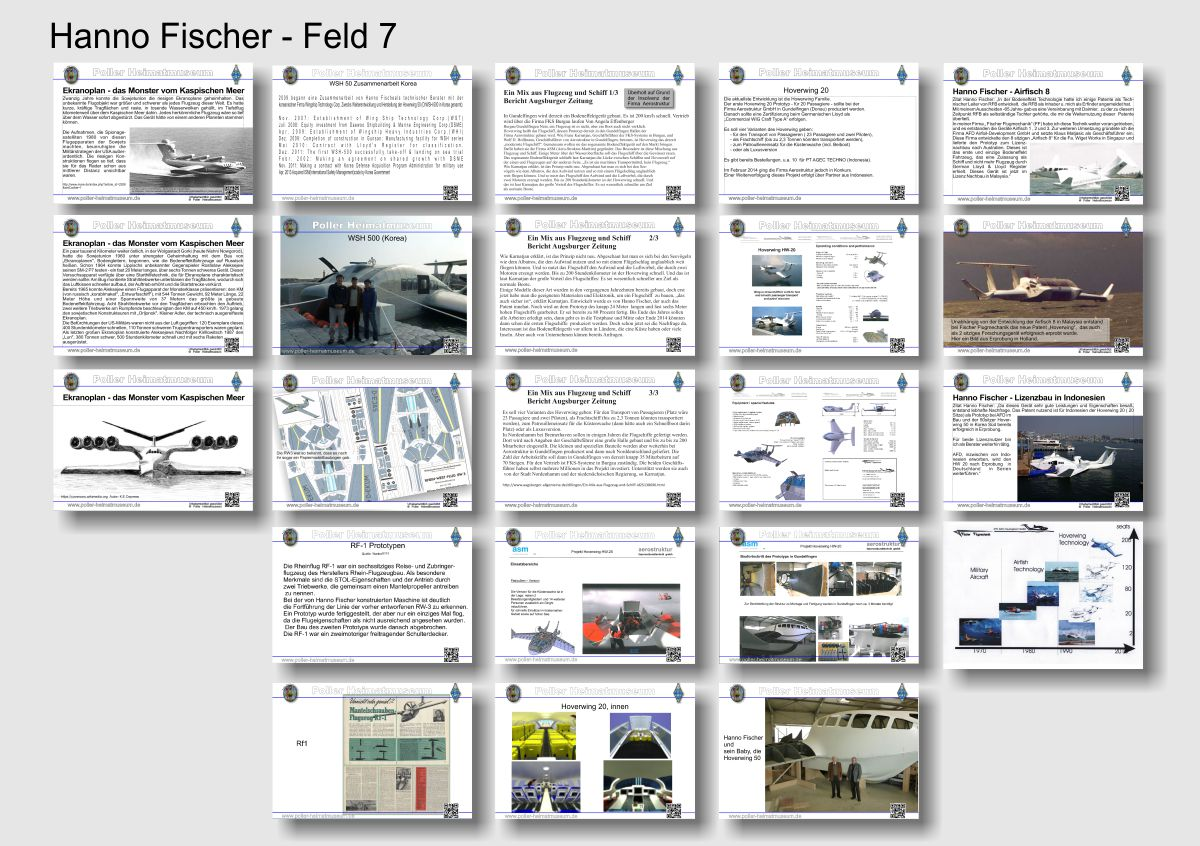
Flugzeugpionier Hanno Fischer Projekte, Hoverwings; Ekranoplan
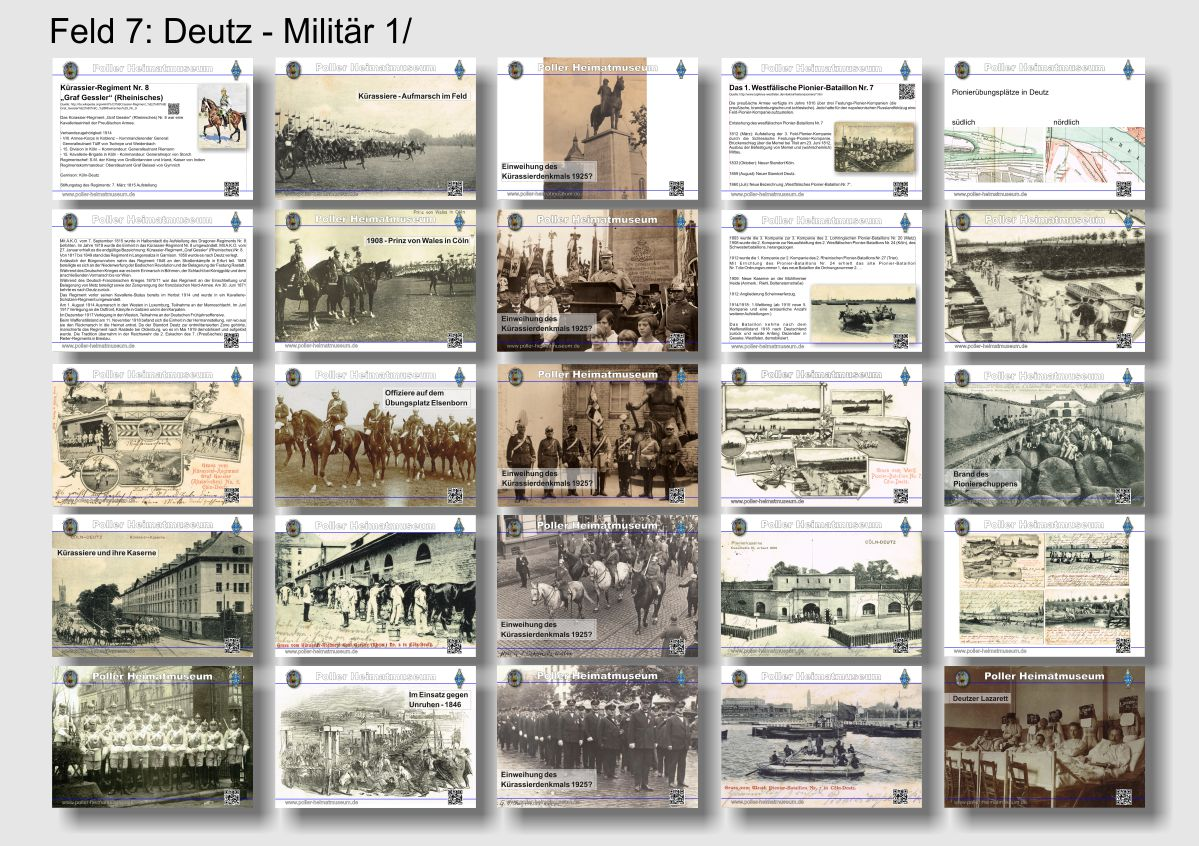
Pioniere Kürassiere
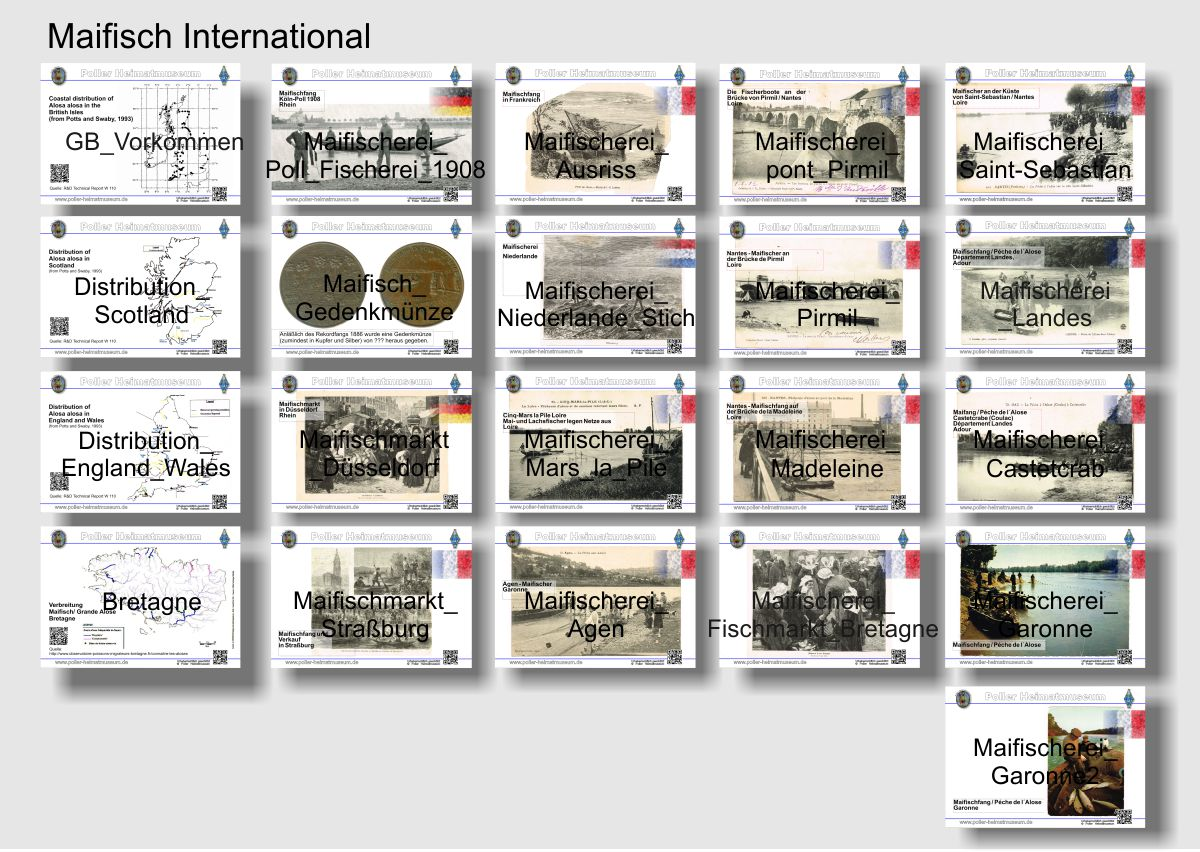
Maifische in Europa und Nordamerika
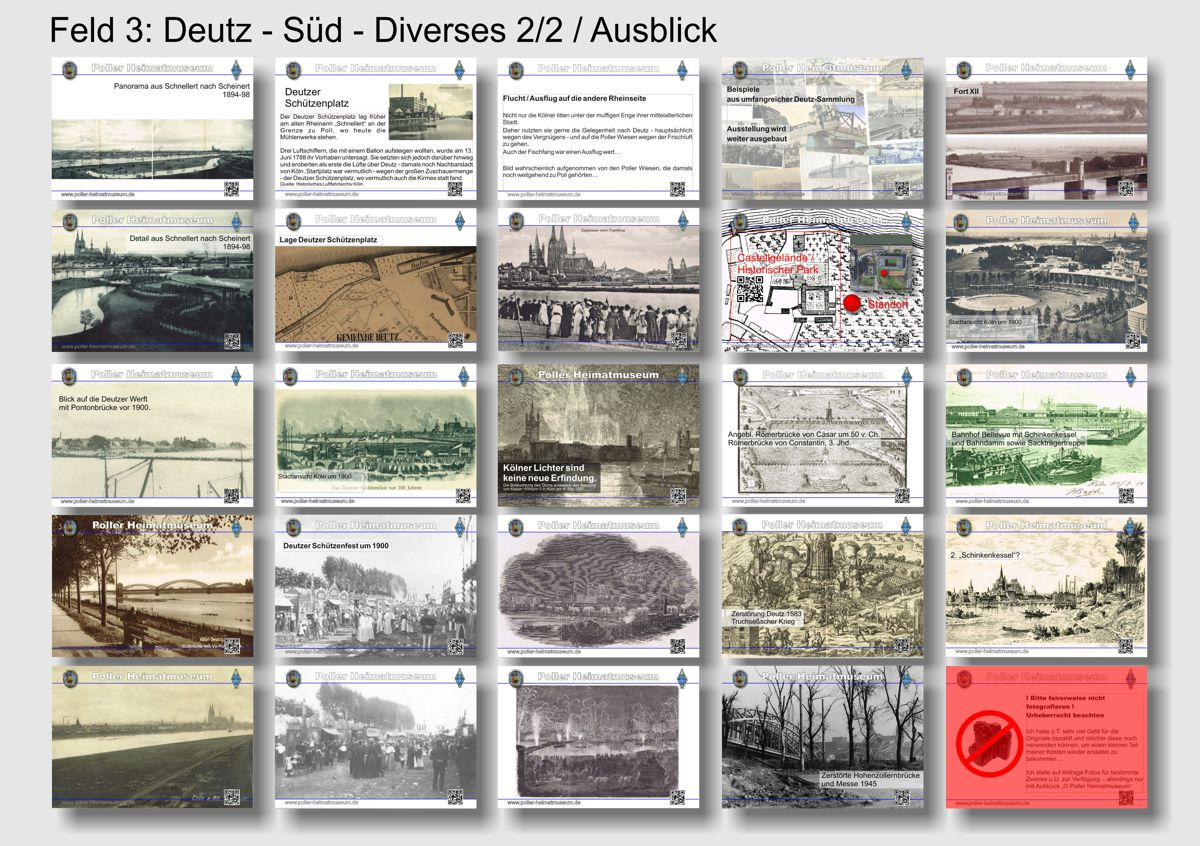
Poller Wiesen, Deutzer Hafen
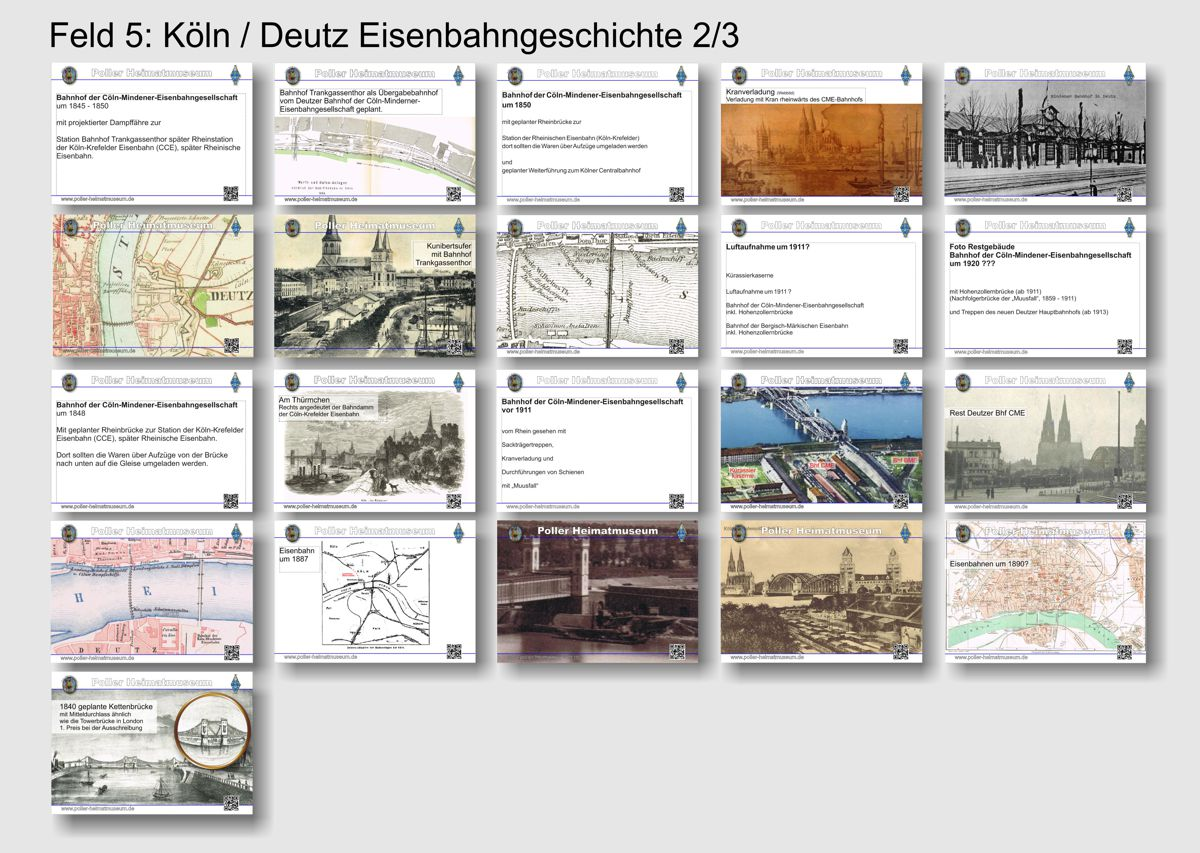
Aktuelle und ehemalige Bahnhöfe rings um Köln-Deutz, Wasserflugzeughafen, Fähren, Brücken, sonstige Verkehrsmittel
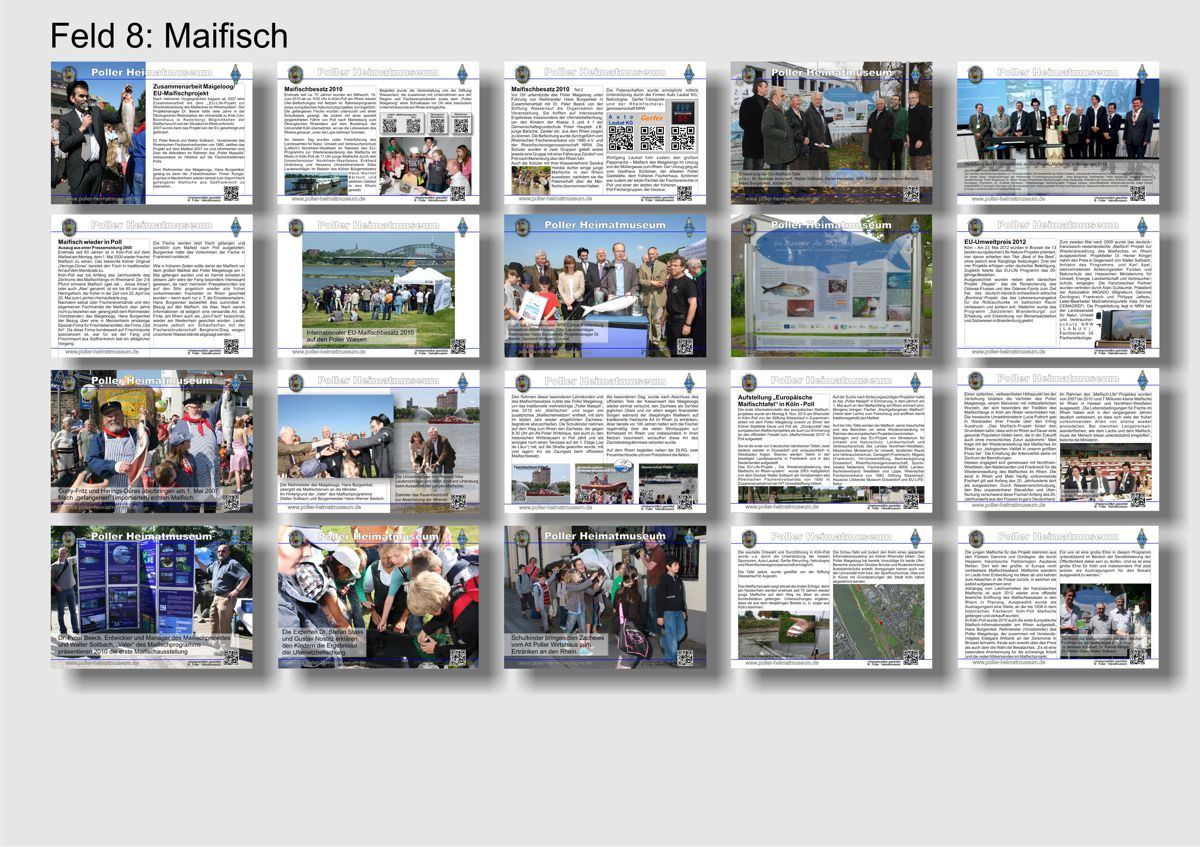
Maifischfang in Poll, EU-Maifischprojekt
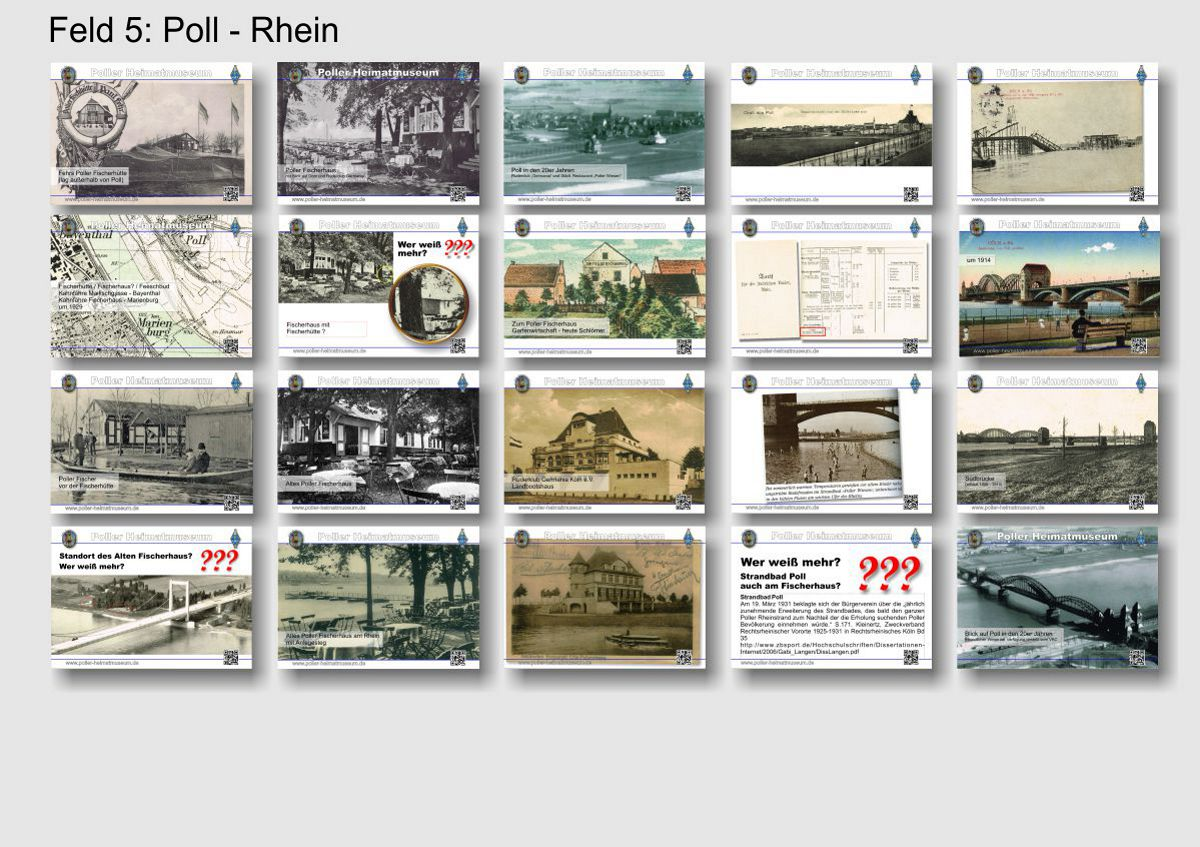
Poller Rheinufer
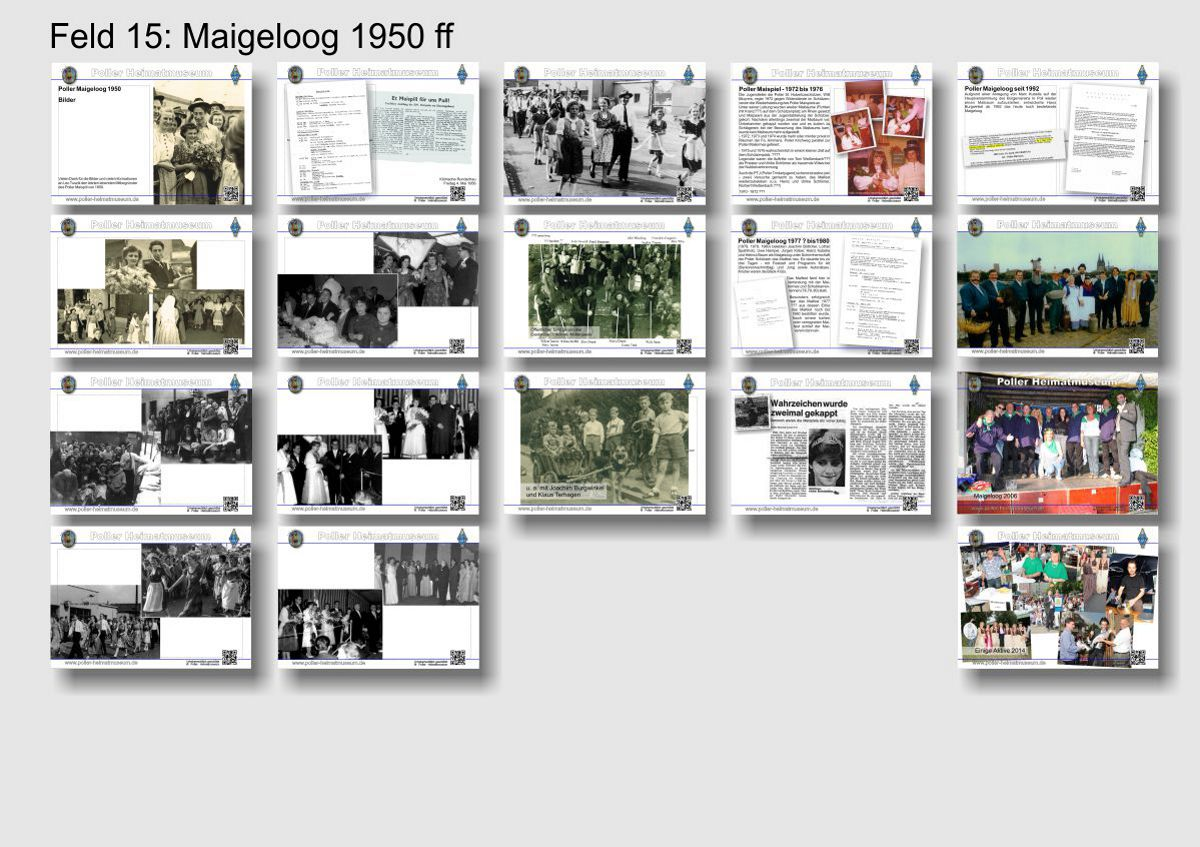
Poller Maigeloog 1950, 1978, 1993
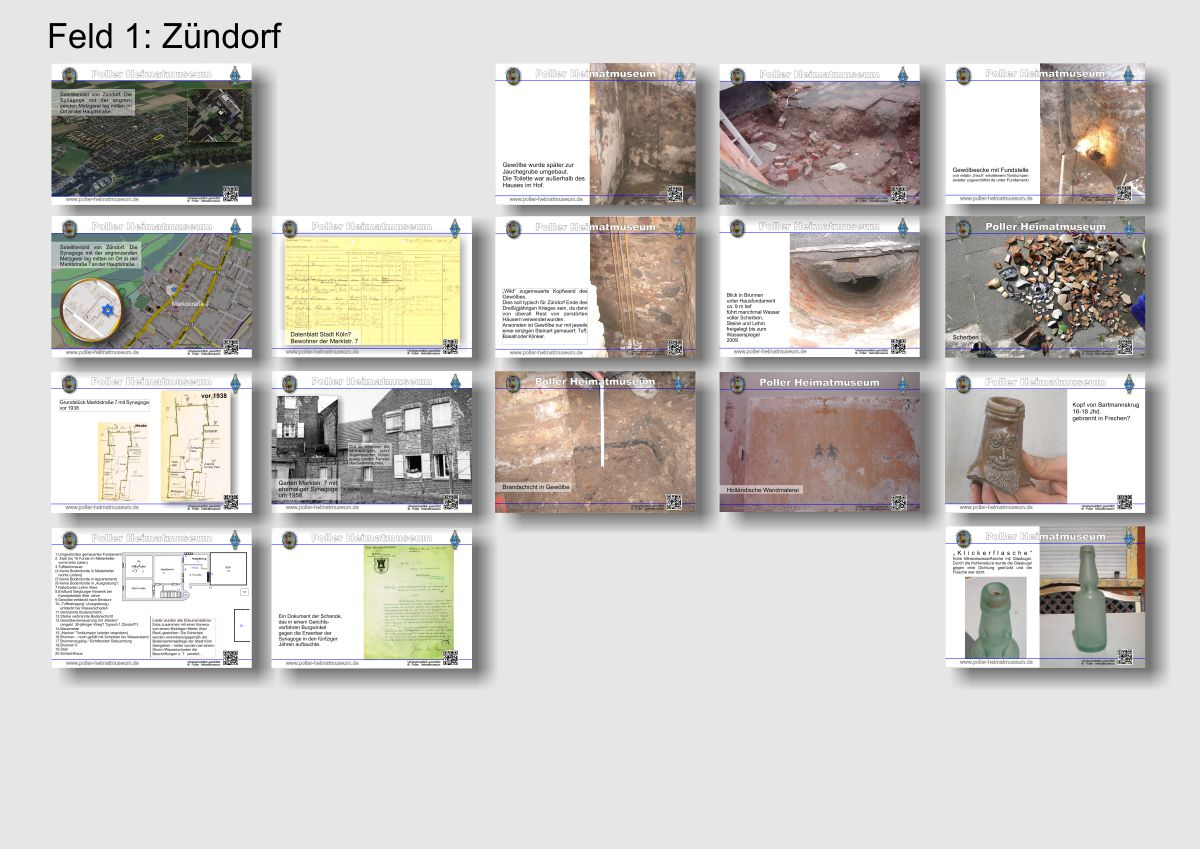
Übersicht zu Synagoge in Köln-Zündorf sowie angrenzendem Grundstück